# Сумароков, Александр Петрович
Алекса́ндр Петро́вич Сумаро́ков (14 [25] ноября 1717, Вильманстранд (ныне Лаппеэнранта) — 1 [12] октября 1777, Москва) — русский поэт, драматург и литературный критик. Один из крупнейших писателей русского классицизма XVIII века.
Считается первым профессиональным русским литератором. 26 января 1767 года удостоен ордена Святой Анны и чина действительного статского советника.
Для литературного творчества Сумарокова характерен жанровый универсализм, он писал оды (торжественные, духовные, философские, анакреонтические), эпистолы, сатиры, элегии, песни, эпиграммы, мадригалы, эпитафии. В своей стихотворной технике он использовал все существовавшие тогда размеры, делал опыты в области рифмы, применял разнообразные строфические построения. По выражению О. Б. Лебедевой, Сумароков был «отцом русского театра», создателем национального театрального репертуара; драматургия была наиболее близка его литературной личности. В области драматургии он явился одновременно первым русским трагиком и комедиографом, несмотря на то, что эстетика классицизма тяготела к жанровой специализации драматургов.
Происходивший из древнего дворянского рода Сумароков всю жизнь был тесно связан с литературной средой, в том числе и семейными узами, он был тестем Я. Б. Княжнина и дядей П. И. Сумарокова. Последователями Сумарокова в разные годы были М. М. Херасков, В. И. Майков, И. Ф. Богданович, Н. П. Николев. Известность получили также его личные и литературные конфликты с М. В. Ломоносовым, В. К. Тредиаковским и императрицей Екатериной II. Последний привёл к утрате популярности Сумароковым, его опале и преждевременной кончине.

## Биография

### Происхождение. Становление
Поэт и драматург принадлежал к дворянскому роду Сумароковых, возвышение которого началось во второй половине XVII века. Дед — Панкратий Богданович (1650—1730) — в звании подьячего с ключом находился при царе Фёдоре Алексеевиче, а затем и при Петре I; последний наградил его за верную службу. По преданию, царским крестником был его сын Пётр — будущий отец поэта, который на военной службе дослужился до полковника, а в 1737 году перешёл в статскую службу и исправлял должность судьи в Канцелярии конфискации. В отставку в 1762 году Пётр Сумароков вышел в чине действительного статского советника. Он породнился с родом Приклонских, шурин — Пётр Спиридонович Приклонский (1709—1780) — принадлежал к группе дворян, оказавших активное противодействие «верховникам» при воцарении Анны Иоанновны. Семья была состоятельной: согласно ревизской сказке 1737 года, в шести имениях Сумароковых числилось 1737 крепостных крестьян мужского пола. Кроме Александра, у Петра и Прасковьи Сумароковых было два сына и три дочери.
Родился Александр 14 (25) ноября 1717 года на территории Финляндии, где тогда находился его отец по делам службы. «Московский некрополь» по данным Н. Булича уточнял, что местом рождения был Вильманстранд (ныне Лаппеэнранта), но годом рождения указывает 1718-й.
С 1726 года Пётр Сумароков служил в Петербурге и, по-видимому, был первым учителем своего сына. Сумароков-старший с 1702 года обучался у известного русинского педагога Ивана Зейкана (или Зейкина), который в дальнейшем давал уроки наследнику престола, будущему императору Петру II, и участвовал в образовании Александра Сумарокова. Семейная легенда свидетельствовала о том, что Александр очень рано стал сочинять стихи и «размышления» в духе христианского смирения. 30 марта 1732 года вместе с братом Василием (1715—1767) Александр был принят 30 мая 1732 года в Сухопутный шляхетский корпус. Вместе с ним учились один из ранних русских поэтов — М. Г. Собакин, известные военные деятели П. А. Румянцев, князь А. М. Голицын, граф П. И. Панин, поэт-переводчик А. В. Олсуфьев и другие. Классы Корпуса носили торжественное имя «Рыцарской академии»; её создатели поставили задачу воспитания в гуманитарном духе европейской культуры высшего дворянства Российской империи. По словам Г. А. Гуковского:

Нужно было добиться превращения российского помещика в «рыцаря» на западный лад. Кроме наук, кадет обучали не только танцам, но и декламации (в корпусе преподавалось множество наук, и студент мог специализироваться в той или иной области; вообще прохождение курса не было унифицировано). В особенности отчётливо этот салонно-аристократический стиль приобрело корпусное воспитание при Елизавете, когда и в личном составе служащих корпуса произошли последовательные перемены: германское делячески-бюргерское влияние заменилось влиянием французским, которому суждено было сыграть столь большую роль в образовании психики русского дворянского интеллигента. Идеал голландской верфи уступил идеалу Версаля.
Предание гласило, что уже во времена Сумарокова в корпусе были литературное общество и театральный кружок, имелась обширная библиотека, которая выписывала европейские новинки и зарубежные газеты и журналы. Сумароков любил и умел учиться, в корпусе он приобрёл отличное по меркам своего времени образование, овладел немецким и французским языками и началами итальянского; здесь же он заинтересовался вольфианской этикой. В корпусе он прочитал роман Поля Тальмана «Езда в остров Любви» в переводе В. Тредиаковского; после выхода в свет в 1735 году «Нового и краткого способа к сложению российских стихов» Сумароков принял стихотворную реформу Тредиаковского и стал сочинять тонические стихи. На выпуск 1740 года были напечатаны две поздравительные оды Сумарокова, посвящённые императрице. Выпустившись в 1740 году в чине поручика, Сумароков поступил сначала в военно-походную канцелярию графа Миниха (фактически став его заместителем по Корпусу), а затем адъютантом к вице-канцлеру графу М. Г. Головкину (14 апреля).

### Карьерные взлёты и падения

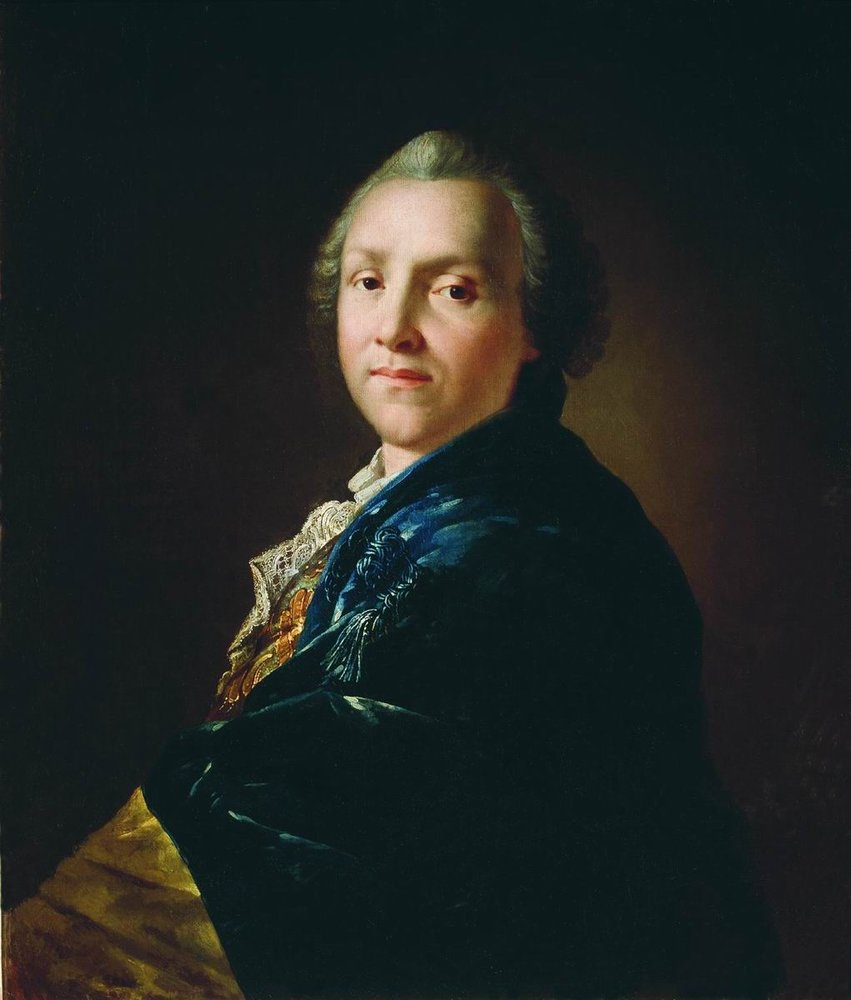
Портрет кисти Антона Лосенко

Г. А. Гуковский утверждал, что жизнь Сумарокова, «бедная внешними событиями, была весьма печальна». Дворцовый переворот 1741 года не повлиял на карьеру Сумарокова. Возможно, по протекции отца он был повышен в чине до капитана и назначен в свиту лейб-кампании поручика графа Алексея Разумовского. После прошения о переводе в статскую службу (5 апреля 1742 года) он получил чин майора и назначение адъютантом обер-егермейстера Разумовского. В конце 1745 года майор Сумароков был назначен заведующим канцелярией Лейб-кампании, его попытки укрепления дисциплины приводили к многочисленным конфликтам, тогда же произошло его первое столкновение с И. Шуваловым.
10 ноября 1746 года Сумароков женился на камер-юнгфере великой княгини Екатерины Алексеевны Иоганне Христине Балк (1723—1769), в браке с которой прожил 20 лет и имел от неё двух дочерей — Екатерину и Прасковью. Карьерный его рост шёл своим чередом: в 1751 году он получил чин полковника, на Рождество 1755 года — бригадирский чин. 30 декабря 1756 года Сумароков, оставленный в армейском штате, получил назначение директором Российского театра. В этот период складывается группа почитателей и единомышленников Сумарокова, в которую входили И. И. Мелиссино, И. В. Шишкин, А. В. Олсуфьев и другие. В 1755—1758 годах он был активным сотрудником академического журнала «Ежемесячные сочинения», в 1759 году издавал собственный журнал сатирико-нравоучительного оттенка «Трудолюбивая пчела» — первый частный журнал в России. В июле 1761 года он был уволен с сохранением жалованья и с тех пор нигде не служил. В том же году состоялась открытая ссора Сумарокова с М. В. Ломоносовым из-за попытки Александра Петровича войти в состав Академии наук. Ещё в 1756 году Сумароков получил признание за границей: был избран почётным членом Лейпцигской академии свободных искусств.
После воцарения Екатерины II он был переведён в статскую службу и пожалован чином статского советника. Указом императрицы от 28 августа 1762 года за казённый счёт были ликвидированы долги Сумарокова, а сам он получил право все свои новые сочинения печатать за счёт Кабинета Её Императорского Величества. В 1763 году вместе с М. М. Херасковым и Ф. Г. Волковым Сумароков участвовал в постановке маскарада «Торжествующая Минерва», приуроченного к коронации императрицы в Москве. 26 января 1767 года он был пожалован орденом Святой Анны и чином действительного статского советника, что и стало вершиной чиновничьей и придворной карьеры Сумарокова.
Во второй половине 1760-х годов попытки Сумарокова играть самостоятельную роль в политике вызвали раздражение императрицы, несколько его сочинений подверглись запрету. В 1764 году он планировал совершить большое европейское путешествие по Италии, Франции и Голландии, главным образом для знакомства с театральной жизнью этих стран; но разрешения на выезд он так и не получил. Одной из важнейших причин стала несообразная сумма на путешествие — 12 000 рублей, которую он запросил у казны, с присущим ему самомнением заявив, что они полностью окупятся после публикации его путевых записок. В 1767 году Сумароков получил на рецензию «Наказ Екатерины II», причём высказанные им замечания вызвали следующую реакцию императрицы:

«Господин Сумароков хороший поэт, но слишком скоро думает, чтоб быть хорошим законодавцем; он связи довольной в мыслях не имеет, чтоб критиковать цепь, и для того привязывается к наружности кольцев, составляющей (составляющих) цепь, и находит, что здесь или там ошибки есть, которых пороков он бы оставил, если б понял связь».
На этом фоне разворачивался большой скандал в семье самого Сумарокова: в 1766 году он разошёлся с женой и вступил в фактический брак с дочерью своего кучера Верой Прохоровой, от которой имел сына и дочь. Обвенчались они только в 1774 году, после того, как императорским указом дети Сумарокова были признаны законными и получили дворянство. В это же время происходил раздел имущества после смерти отца, из-за чего Александр Петрович рассорился со всеми родственниками. Первое пребывание в Москве продлилось до 1768 года. Мать — Прасковья Ивановна — обратилась к императрице лично, и Высочайшим указанием Сумароков был вынужден просить прощения у родных. В 1767 году против Сумарокова начал дело его зять (супруг покойной сестры) А. И. Бутурлин, на которого сам Александр Петрович подал в Петербург челобитную, явно окрашенную в сатирические тона. В 1769 году Сумароков окончательно перебрался в Москву, императрица пожаловала ему 3000 рублей на переселение.

### Последние годы

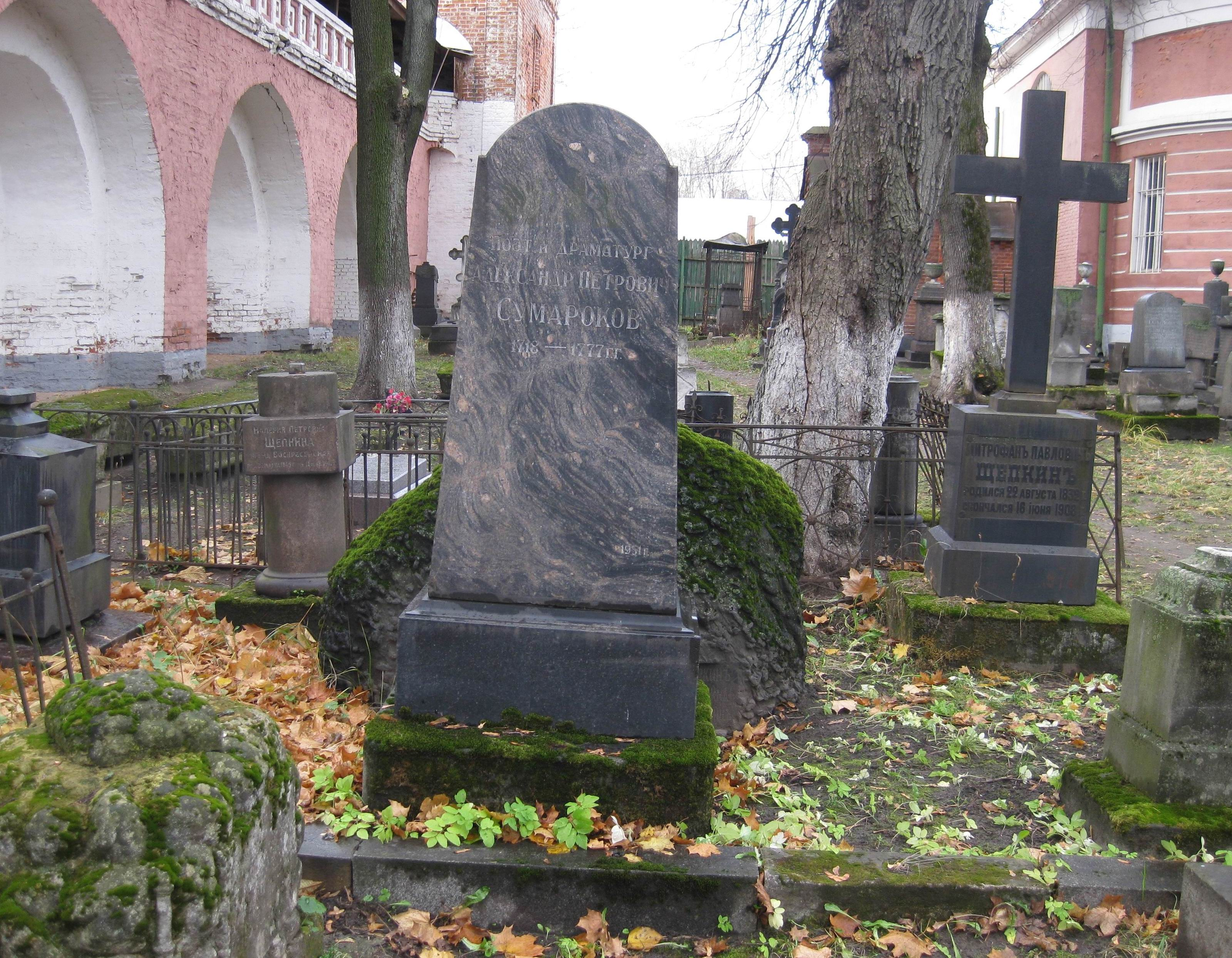
Памятник Сумарокову в Донском монастыре

В 1770 году произошёл очередной скандал: в предшествующем году распалась московская труппа Н. С. Титова, и Сумароков стал хлопотать о передаче театра в руки итальянцев Дж. Чинти и Дж. Бельмонти. Одновременно он присвоил себе право быть единственным режиссёром при постановке собственных пьес, одним из его требований было «благонравное» поведение публики. 30 января 1770 года приказом московского главнокомандующего П. Салтыкова была против воли Сумарокова поставлена его пьеса «Синав и Трувор», освистанная зрителями. 15 февраля Сумароков получил письменный выговор от императрицы, который в списках разошёлся по городу; в начавшейся полемике против Александра Петровича выступил Г. Державин. Это привело к тяжёлому нервному срыву; Сумароков укрылся в имении и оправился только к осени. Несколько улучшило его состояние получение письма от Вольтера, отправленного ещё 26 февраля 1769 года, но добиравшегося до адресата больше года (сначала его переслали в Петербург). Причины, побудившие Сумарокова напрямую обратиться к Вольтеру, дискутируются; отчасти они были связаны с его ссорой с И. П. Елагиным — директором Придворного театра, который придерживал постановку новых пьес и подвергал сочинения цензуре. Письмо Вольтеру было передано через князя Ф. А. Козловского, путь которого в Италию проходил через Ферней. По-видимому, главным сюжетом переписки был «новый и пакостный род слёзных комедий». В своём ответе Вольтер сообщал, что «французская нация, по слабости своей» допустила, чтобы слёзные комедии заняли место жанра, заложенного Мольером. В своём письме Вольтер высказывал сожаление по поводу невозможности вмешаться в театральную жизнь Парижа и писал Сумарокову: «…к счастью, вы ещё молоды и долго прослужите своему отечеству». Сумароков пытался использовать авторитет французского просветителя в театральном конфликте с П. Урусовым и М. Гроти, которые регулярно нарушали авторские права и лишили драматурга ложи в театре.
В августе 1773 года Сумароков уехал в Петербург, в котором прожил до января 1775 года. Преимущественно он занимался изданием своих сочинений, в том числе полного переложения Псалтири, и постановкой своих последних пьес в Придворном театре. Из-за многочисленных конфликтов и переживаний Сумароков постоянно страдал ипохондрией и постепенно стал слепнуть, с 1773 года практически все его рукописи и письма принадлежали секретарю Л. И. Попову. Ещё в июле 1773 года П. А. Демидов начал процесс против Сумарокова из-за долгов, были описаны его дом и имущество. В 1774 году заимодавцы не выпустили его из Петербурга. Неоднократные обращения к Г. А. Потёмкину не возымели действия, и пришлось распродавать библиотеку для покрытия наиболее срочных долгов.
1 мая 1777 года скончалась вторая жена поэта — Вера Прохорова. Сумароков очень переживал, в одном из писем, датированных сентябрём 1777 года, он утверждал, что «плакал непрестанно двенадцать недель». Чтобы не лишать прав на наследство прижитых с нею детей, Сумароков срочно обвенчался с племянницей жены Еленой Гавриловной. 29 сентября прошёл аукцион, на котором были проданы дом писателя и остатки его библиотеки. Всеми забытый, он скончался в уже не принадлежавшем ему доме 1 октября и был похоронен 3-го числа. 6 октября в «Московских ведомостях» было напечатано объявление о его кончине с эпитафией Майкова, а подробный некролог в «Санкт-Петербургском вестнике» увидел свет только в 1778 году. По преданию, на похоронах были только московские актёры, за счёт которых погребли поэта; могила Сумарокова на кладбище Донского монастыря не была отмечена памятником, и место захоронения потерялось уже в начале XIX века.
В «Биографическом словаре профессоров и преподавателей Императорского Московского университета за истекающее столетие» так описывается место захоронения А. П. Сумарокова:

Осенью 1777 года Пётр Иванович оплакал своего благодетеля Александра Петровича Сумарокова и кинул три горсти земли в его могилу у самой задней ограды, прямо против Святых ворот Донского монастыря, могилу которую Петр Иванович не переставал посещать и указывать другим. Теперь на сём самом месте погребён бывший Профессор Университета Павел Степанович Щепкин.

Существующий памятник был установлен лишь в 1951 году.

## Личность
По отзывам и воспоминаниям современников, А. П. Сумароков был тяжёлым в общении и малоприятным в личностном плане человеком. Внешность его описывали следующим образом: он был невысокого роста, с рыжими волосами, лицо со следами оспы; когда волновался, его черты искажал нервный тик. В речах он был остроумен и мог удачно шутить. До конца жизни он следил за модой и щёгольски одевался, что, по-видимому, не соответствовало его манерам и поведению и вызывало насмешки Д. И. Фонвизина. Отличаясь буйным темпераментом, он крайне нервно реагировал на все внешние раздражители как бытового, так и политического плана; причём отличался чрезвычайным самолюбием и быстро впадал в гнев, доходя до неистовства. Опубликованные Н. Тихонравовым документы, относящиеся к 1769 году, свидетельствуют, что Сумароков мог позволить себе избить или выпороть чужого слугу, который доставил ему неприятное письмо. Из-за темперамента Сумароков рассорился решительно со всеми родными, мать даже предала его проклятию и не пускала к себе домой; в жалобе, адресованной императрице, она характеризовала сына как «развратного во нраве и неистового».
В одном из частных писем (датируемых маем 1769 года) Сумароков характеризовался следующим образом:

…Можно ли почесть такого стихотворца за полезнаго обществу, которой и за то, что сочинил несколько хороших трагедий, ненавидит весь человеческой род? стихотворца, в котором правды и справедливости никогда не бывало; которой всю свою жизнь препровел в бешенстве, беспрестанно других клевещет и старается о повреждении их чести; которой бранит тех, кои ему даровали жизнь; которой с женою и с детьми своими разлучился единственно для того, чтобы неистовство своё удовольствовать с презренною своею рабою; которой и теперь сей несчастной жене не даёт жить спокойно и в чужом доме: проезжая мимо ея окошек, кричит во всё горло, бранит её бесчестными словами, посылает к ней в дом своих служителей, чтобы её бранили и, написав к ней ругательством наполненное письмо, принуждает своих дочерей, чтоб на оном подписались. А когда ему мнимые ево други то выговаривали, то он клялся страшным образом, что письма и служителей к жене не посылал, хотя при том был весьма достойной человек, когда она гнусное письмо от него получила. В знак своего оправдания он будет ссылаться на своих дочерей так, как прежде делал. Но может ли дочь уличать в глаза такого бешенаго отца? Можно ли такого стихотворца назвать человеком, обществу полезным, которой, имея 50 лет от роду, толиким гнусным подвержен порокам и котораго разуму и природе с воздержностью добродетель несвойственна?
Александр Сумароков безалаберно относился к хозяйству и доходам. Обретя высокие чины, он получал большое жалованье; его произведения печатались за казённый счёт. После раздела семейного имущества в 1766 году он получил 300 душ крепостных, не считая более 2000 рублей годового пенсиона, но пользовался устойчивой репутацией расточителя. Это подчёркивалось постоянными жалобами на безденежье в письмах и непрестанными просьбами дать взаймы; в результате долги привели поэта к полному разорению.
Черты характера и темперамента Сумарокова накладывались на его сословные и политические взгляды. В кадетском корпусе он приобрёл идеализированные представления о статусе дворянина, которых придерживался до конца жизни. Дворянин в его понимании — это человек, рождённый для служения отечеству, чести, культуре, добродетели. Статус литератора в этом контексте становился ролью руководителя общественной мысли. Отсюда проистекали и его представления о государстве, в котором мудрые и благородные дворяне благоразумно руководят счастливым, хотя и неграмотным народом, и он, вероятно, искренне считал его осуществимым. Театральные эксперименты Сумарокова были ещё одной попыткой воздействия на умы современников, но провалились прежде всего из-за несдержанности Александра Петровича, который требовал к себе двойного уважения — как к аристократу и как к поэту. По мнению Г. Гуковского, «истеричность и неукротимость» Сумарокова в значительной степени порождались бессилием реализовать свой идеал. Например, будучи противником отмены крепостного права, Сумароков однажды разбранился и убежал, когда помещик в его присутствии назвал слуг «хамовым коленом». Всё перечисленное привело к тому, что к концу жизни Сумароков запил и опустился.

## Поэтическое творчество Сумарокова

### Одические произведения
В первых опубликованных произведениях 1740-х годов Сумароков всецело следовал принципам поэтической реформы Тредиаковского. Поздравительные оды императрице Анне Иоанновне написаны одиннадцати- и тринадцатисложным стихом.
О Россия, веселись, монархиню видя,

Совершенную в дарах на престоле сидя,

И, играя, возопи: «Анна мной владеет!

Чем против мя устоять никто не умеет..!»
Практически сразу Сумароков заинтересовался ломоносовской силлабо-тонической системой (которая в этот период оставила равнодушной Кантемира и Тредиаковского). По собственному признанию, после перехода на новую систему стихосложения, он сжёг все свои ранние литературные опыты. Творческую эволюцию Александра Петровича демонстрировали наброски «Оды, сочинённой в первые лета моего во стихотворении упражнения», датируемой 1740—1743 годами. Она написана четырёхстопным ямбом с пиррихиями (пропусками ударяемости: «В семирамидином саду», «Пошёл в пространнейшее море»), десятистрочной строфой и демонстрирует полное усвоение одической манеры Ломоносова, насыщенной географическими ассоциациями, историческими параллелями и образами античной мифологии.
Вперяюся в премены мира

И разных лет и разных стран.

Взыграй сие, моя мне лира,

И счастья шаткого обман,

И несколько хотя исчисли

Людей тщеславных праздны мысли…
Сумароков быстро политизировал своё творчество, включая в оды политические пассажи и давая советы Елизавете Петровне от имени российского дворянства. Ещё более гражданский пафос усилился в первой оде на день восшествия на престол Екатерины II 28 июня 1762 года. Сумароков гневно описал бедственное состояние государства, отданного во власть иноземцев, управлявших от имени царицы:
Страны российски подвергались

Иноплеменничьим странам:

Иноплеменники ругались

Во градах наших явно нам.

В себе Россия змей питала,

И ими уязвленна стала;

На то она хранила их;

Наш хлеб отселе извлекали;

А россы многие алкали

Во обиталищах своих.
Потерпев неудачу с ролью придворного поэта и советника Екатерины Алексеевны, уже после переезда в Москву, в 1771 году Сумароков обратился к цесаревичу Павлу Петровичу с приветственной одой, в которой выражал надежду, что будущий император будет верно понимать обязанности монарха. Вторая ода была ему посвящена в 1774 году; в том же году поэт в пересмотренном издании «Од торжественных» отредактировал старые тексты, в том числе убрал ряд наиболее верноподданных пассажей в строфах, посвящённых Екатерине II, в частности, снял сравнение с Астреей и другие мифологические уподобления.

### Литературно-политическая программа
Литературная и политическая программа Сумарокова, выдвинутая и развитая в его одах, опиралась на своеобразную философскую базу. По словам П. Беркова, Сумароков по своим воззрениям тяготел к сенсуализму; этому учению была посвящена статья «О разумении человеческом по мнению Локка». Отрицая сверхъестественное, Александр Петрович провозглашал источником человеческого знания чувство. Однако, в соответствии с духом эпохи Просвещения, для индивидуальной и общественной жизни человека он большую роль отводил разуму и рассудку и в конечном итоге отверг учение Локка о врождённых идеях. Это привело к следующему заключению: «природа не изъясняет истины в душах наших и, следовательно, никакого нравоучительного наставления не подаёт». К вопросам метафизики и вообще предельным вопросам бытия он чувствовал сильное недоверие. Целью человеческой жизни он считал благо, но признавал, что «умствования» и «действия» имеют разную природу и происхождение. Чтобы снять противоречия, люди изобрели мораль и политику. При этом мораль «печётся» об индивидуальном благе, а политика — об общем. Чем яснее разум людей, тем правильнее их мораль и политика.
Сумароков полагал, что все люди по своей природе едины и равны, отличаясь в социальном отношении лишь степенью ясности разума. Поскольку все одинаково получают впечатления при посредстве чувств, а врождённой истины нет (истина постигается усилиями разума), то люди при рождении равны, поскольку в одинаковой степени лишены разума. Различие между дворянами и крепостными возникает как следствие развития разума и воспитания. Дворяне, получавшие образование, воспитанные в духе высокой культуры и окружённые образованными и культурными людьми, по праву стоят выше простонародья — необразованного, невоспитанного и окружённого такими же некультурными людьми. Дворяне есть «сыны Отечества», «первые члены общества». То есть Сумароков, признавая равенство людей по природе, оправдывал их социальное неравенство. Эти взгляды потом проявились в ряде его сатир и эпистол.
Эстетика Сумарокова, наиболее явно представленная в его лирике, ближе к рационализму. Он разделял стандартные для французского классицизма тезисы, что прекрасным может быть только то, что «разумно». Только то морально, что отвечает требованиям «разума». Разум не всесилен, поскольку непрестанно противостоит порождённым человеческой природой страстям, нарушающим рациональную гармонию мира. Из всех страстей наиболее вредными являются жажда богатства и самовластие. Основной задачей искусства является подавление страстей и борьба с ними. В соответствии с представлениями классицизма, политика есть попечение об общем благе, поэтому задача поэта — как высшего представителя литературы — способствовать укреплению рационального государственного начала. Если в высоких жанрах — трагедии, эпопее и оде — поэт обязан пропагандировать идею государства, то лирика должна способствовать воспитанию дворянского сознания.

### Эпопея
Создание эпических поэм в рамках классицистской эстетики было высшим выражением национальной литературы и культуры и показателем её зрелости. К решению этой задачи равно обращались Тредиаковский, Ломоносов и Сумароков. После выхода в 1766 году в свет «Телемахиды» Сумароков предпринял следующий эксперимент: начал перевод первой части фенелонова «Телемака» гекзаметром. П. Н. Берков предположил, что это не перевод непосредственно оригинала, а творчески отредактированный для легкочитаемости текст Тредиаковского. После кончины в бумагах Сумарокова был обнаружен отрывок «Димитриады» — собственной попытки создать эпическую поэму. Он увидел свет в первой части собрания его трудов, опубликованных Новиковым. Неудача с созданием эпопеи Сумарокова обыкновенно объясняется тем, что Александр Петрович ощущал противоречие между живыми потребностями времени и жёстко регламентированным каноном героической эпопеи. В результате успешно задача создания классицистского эпоса была решена М. Херасковым в поэме «Россиада».

### Лирика
Поэтическая и языковая программа Сумарокова была декларирована в эпистоле о стихотворстве:
Слог песен должен быть приятен, прост и ясен,

Витийств не надобно; он сам собой прекрасен;

Чтоб ум в нём был сокрыт и говорила страсть;

Не он над ним большой — имеет сердце власть.

Не делай из богинь красавице примера

И в страсти не вспевай: «Прости, моя Венера…».
Тематика лирических сочинений Сумарокова, а равно и его драматургических произведений, — стандартна для классицизма. Конфликт между чувством и долгом человека, между его обязанностями и желаниями был рационализирован и почти всегда выражался в точных формулировках. При этом описание страданий влюблённых от неверности и разлуки лишено мотивировок, причины их не вскрываются, чаще всего приводятся ссылки на злой рок или на горькую судьбину: «Как тебя жестокий рок из очей моих унёс…», «Как ударил нас рок злой и расстался я с тобой…», «Ты то видишь, что не я, — рок тому виною…», «Знать судьба мне так судила…», «Рок тобою в злой судьбине…», «Там рок жить не допускает…», и так далее. По мнению А. Западова, Сумароков в этом контексте прямо продолжал традиции древнерусской литературы: его «рок» не что иное, как «горе-злочастие», которое доводило молодцов до иноческого пострига. Несмотря на политические интенции, которыми пронизано одическое его творчество, единственной причиной несчастья любовников является именно злая судьба, а вовсе не сословное или имущественное неравенство, выбор жениха по вкусу родителей, отъезд на войну или что-либо подобное, что появилось у его последователей (наподобие Хераскова). У Сумарокова не было потребности отмечать мотивировку, его привлекало изображение самого чувства, причины же возникновения различных состояний души он опускал.
Мчит весна назад прежни красоты,

Луг позеленел, сыплются цветы.

Легки ветры возлетают,

Розы плен свой покидают,

Тают снеги на горах,

Реки во своих брегах,

Веселясь, струями плещут.

Всё пременно. Только мне

В сей печальной стороне

Солнечны лучи не блещут.
Подобно любовной лирике Тредиаковского в 1730-х годах, любовные стихи Сумарокова в 1750—1770-е годы также широко распространились и стали основой для воспитания манеры выражения чувств молодыми людьми. Сумароков представил множество моделей поведения влюблённых — знакомство, открытие чувства, радость его взаимности, неожиданная разлука, неверность, ревность, примирение. Моделью часто служили любовные отношения пастухов и пастушек, особенно подробно изображённые Сумароковым в его идиллиях и эклогах. Пушкин осуждающе писал о «цинической свирели» Сумарокова; напротив, Белинский восхвалял Александра Петровича за то, что он хлопотал в своих лирических произведениях о нравственности.
Образная система лирических стихотворений Сумарокова статична: пейзаж только намечен, приметы времени обычно даются в перечислениях, относительно бедна палитра красок и звуков — всё это разнообразие будет привнесено в русскую поэзию Державиным. Образы природы, не составляя самостоятельной картины, служили аналогом поведения людей или аллегорией состояния души. Активная работа в лирических жанрах в 1740-е годы позволила Сумарокову выработать лёгкий поэтический язык и стиль; стих, который П. Берков именовал «музыкальным», стоит ближе к разговорному языку, чем даже прозаический язык той эпохи. Главным размером, в котором он работал, была русская форма александрийского стиха — шестистопный ямб с парными рифмами; в нём были написаны все эклоги и элегии, а также эпистолы, сатиры и трагедии.
Лирика Сумарокова чрезвычайно субъективна и окрашена авторской интонацией, что резко отличает его от классицистической обращённости к музам и героям. Однако Сумароков-личность двойственен: он выступает одновременно и как индивидуальный автор, но и как выразитель всего дворянского сословия, не соответствовавшего высоким стандартам, которые налагало их происхождение. Даже в стихах на смерть Фёдора Волкова — первого русского профессионального актёра — Сумароков не удержался от упоминания своих личных заслуг: «Расинов я театр явил, о россы, вам…». В стихотворении на смерть А. Г. Разумовского, прежнего начальника и друга Сумарокова, «он пишет о последнем свидании с ним в Петербурге, о подарке, полученном от Разумовского, и не обинуясь говорит о „любимцах царских“, которые живут „во изобилии и пышной мнимой славе“, губят людей, и простых и знатных, „не внемля совести ни малыя боязни“. Разумовский, царский любимец, был не таков: он прожил во дворце честнейшим человеком, не был причастен к тиранству, наглости, с презрением смотрел на льстецов. Таким действительно остался Разумовский в памяти своих современников, и характеристика, что даёт ему Сумароков, относится именно к этому человеку. Перед читателем не обобщённый образ фаворита, а набросок личности, о которой есть что вспомнить». Контрастом будет образная система посвящения сестре Сумарокова — Е. П. Бутурлиной. Она выстроена почти исключительно на горестных восклицаниях; автор выражает уверенность, что покойная всегда пребудет в его памяти, а о ней самой сказало лишь, что рок судил ей умереть «во младости», «в цветущих днях». О личных качествах покойной нет ни слова.

### Поэтика Сумарокова. Песни и басни

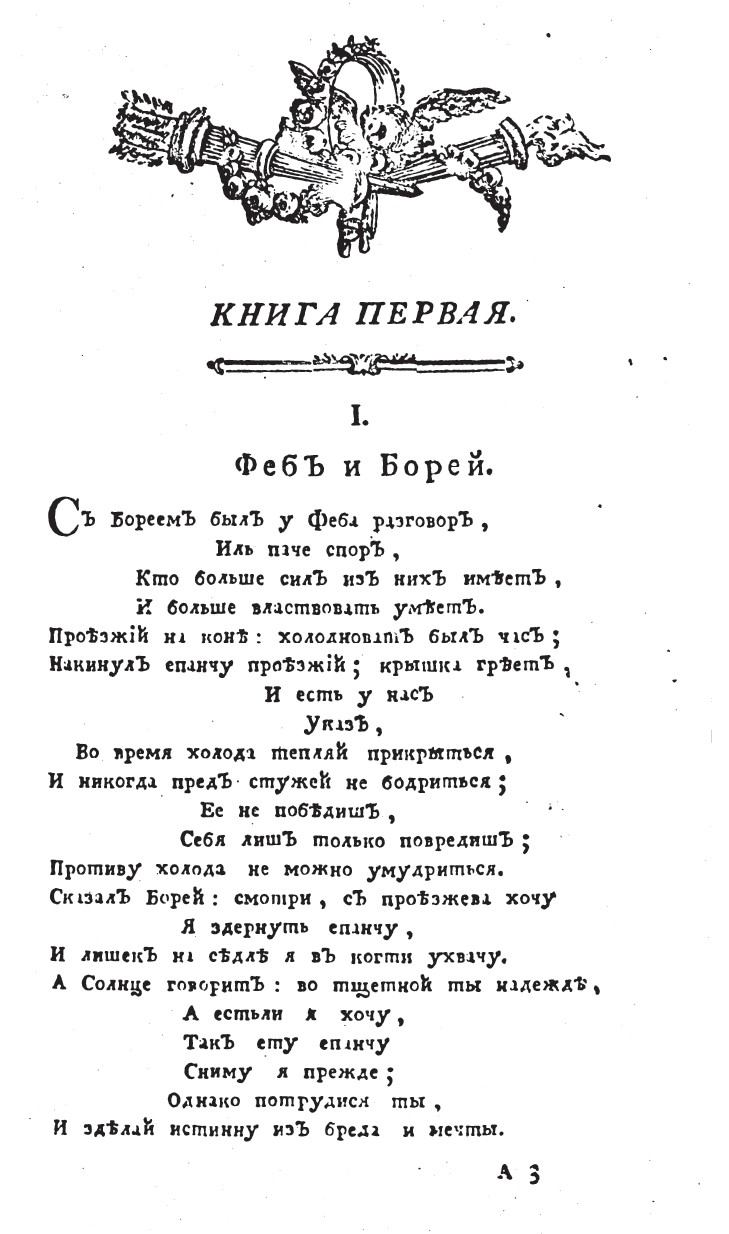
Пятая страница VII части полного собрания сочинений Сумарокова (1781). Басни собраны в шесть «книг»

Сумароков являлся последовательным универсалистом и работал во всех известных в его время поэтических жанрах, начиная с устоявшихся «твёрдых» форм сонета, рондо, стансов и заканчивая лирическими миниатюрами — эпиграммами, эпитафиями и мадригалами. Однако именно перечисленные формы, а также баллады, не занимали большого места в его творчестве, исчерпываясь одним или несколькими текстами, то есть являясь творческим экспериментом. Излюбленными его жанрами, однако, являлись песни, басни и пародии, которые он, по сути, заново создал в русской литературе. Песня — лирическое стихотворение, написанное на существующую музыку или предполагающее для исполнения музыкальное сопровождение, — была популярным в XVIII веке жанром. Новаторство Сумарокова заключалось в «узаконении» песни в жанровой системе русской лирики, поскольку гражданственный пафос классицизма отвергал личностные и камерные жанры как «низшие». Для Сумарокова песенный жанр был удобен для выражения непосредственных переживаний и чувств частного характера, в результате за 40 лет своей творческой активности он создал около 160 песенных текстов.
Песенный психологизм Сумарокова своеобразен: в его песнях всегда присутствует самостоятельный лирический субъект, носитель страсти, выражающий её прямой речью. Этот субъект, не позволявший песне превратиться в непосредственное авторское эмоциональное излияние, с равным успехом может быть мужчиной и женщиной. По словам О. Лебедевой, «личное местоимение „Я“ почти всегда принадлежит ему, а не автору»:
Позабудь дни жизни сей,

Как о мне вздыхала;

Выдь из памяти моей,

Как неверна стала!
Наиболее общая песенная ситуация у Сумарокова — измена и разлука, порождающие психологический конфликт в душе лирического субъекта. Любовь в его лирике — высшее проявление человеческого начала в человеке и идеальное выражение его природы. По сути, песенный жанр скрещивается у него с драматургическим, поскольку используются одинаковые художественные приёмы. И в драмах, и в песнях Сумарокова присутствует перипетия (перемена положения из лучшего в худшее), лирический субъект находится в состоянии внутреннего раздрая и борьбы страстей. По О. Лебедевой, душевное состояние лирического субъекта песни описывается типично трагедийными антитезами (свобода — неволя, утеха — горесть, стыд — страсть). Подобные антитезы развёртываются в
картину столкновения и борьбы противоположных страстей, которые оказываются совсем не взаимоисключающими, а тесно взаимосвязанными и способными переходить одна в другую.
Отказ от формального канона в песенном жанре сообщил ему огромное метрическое разнообразие. Это выделяло Сумарокова на фоне современников, которые предпочитали какой-либо конкретный метр (например, Ломоносов тяготел к четырёх- и шестистопному ямбу). Для песен Сумароков, как правило, избирал хореический ритм, но широко варьировал его стопность, а также широко пользовался облегчёнными (пиррихии) и усечёнными (без безударного слога) стопами наряду со стопами полного образования:
Прости, моя любезная, мой свет, прости,

Мне сказано назавтрее в поход идти;

Неведомо мне то, увижусь ли с тобой,

Ин ты хотя в последний раз побудь со мной.
Александр Сумароков пользовался и фольклорными ритмическими и поэтическими приёмами в песенном творчестве. Тематически его песни были аналогами элегий, но их метрическая свобода служила дополнительным способом выражения эмоций и смыслов. Разным оттенкам настроения и чувства соответствовали разные ритмы, способы рифмовки и строфические формы. Это «перекидывало мост» от ломоносовской теории одического ямба с восходящей интонацией к лирике конца XVIII века.
По О. Лебедевой, сумароковские басни являлись своеобразной антонимической парой к песенному творчеству. В 1762—1769 годах Сумароков выпустил три сборника басен и большое количество опубликовал в разных периодических изданиях. Сам он именовал свои басни «притчами», подчёркивая их дидактическое начало. Д. Благой подсчитал, что в новиковское собрание сочинений Сумарокова вошло 378 басен. Поскольку в жанровой системе классицизма басня была в наименьшей степени скована требованиями канона, это предопределило свободу басенного стиха Сумарокова — вольный (разностопный) ямб, который и сделался основным размером русской басни. Сатирическое начало в баснях представлено двояко: и как установка на бытописание, и как морально-этическое назидание и обличение. По сравнению с сумароковскими песнями, авторское начало в баснях ярко выражено, что подчёркивается интонациями, использованием личного местоимения и отношения к описываемым событиям. Личность рассказчика и баснописца в основном здесь совпадают. Открыто авторское начало вводится или в зачине басни «Прибаску //
Сложу // И сказку // Скажу» («Жуки и пчёлы»), или в моральном тезисе, завершающем басенный сюжет:
«Читатель! знаешь ли, к чему мои слова? // Каков Терновный куст, Сатира
такова» («Терновный куст»). В отдельных случаях автор обращается к читателю в обращениях-комментариях, которые обрамляют басенный сюжет. Это служит вовлечению читателя в диалог, что восходит к диалогическому построению драматургических произведений — сатиры или комедии. По мнению О. Лебедевой, «авторский голос становится носителем смехового, иронического начала в басенном повествовании, отчасти предвещающего лукаво-иронические интонации басен „дедушки Крылова“, в которых за маской мнимого простодушия и недалёкости скрывается острая, язвительная насмешка».
Сталкивая в пределах одного стиха славянизм («престали») и вульгаризм («урод»), рифмуя «зла — козла», «отверзти — шерсти», «небо — жеребо», «жуки — науки», «чины — ветчины», «хвала — вола» и тому подобное, Сумароков вполне сознательно пользовался комическим эффектом стилевого разнобоя, особенно яркого на фоне дифференцированных стилевой реформой Ломоносова высокого и низкого стилей литературного языка.

## Драматургия Сумарокова

### «Хорев»

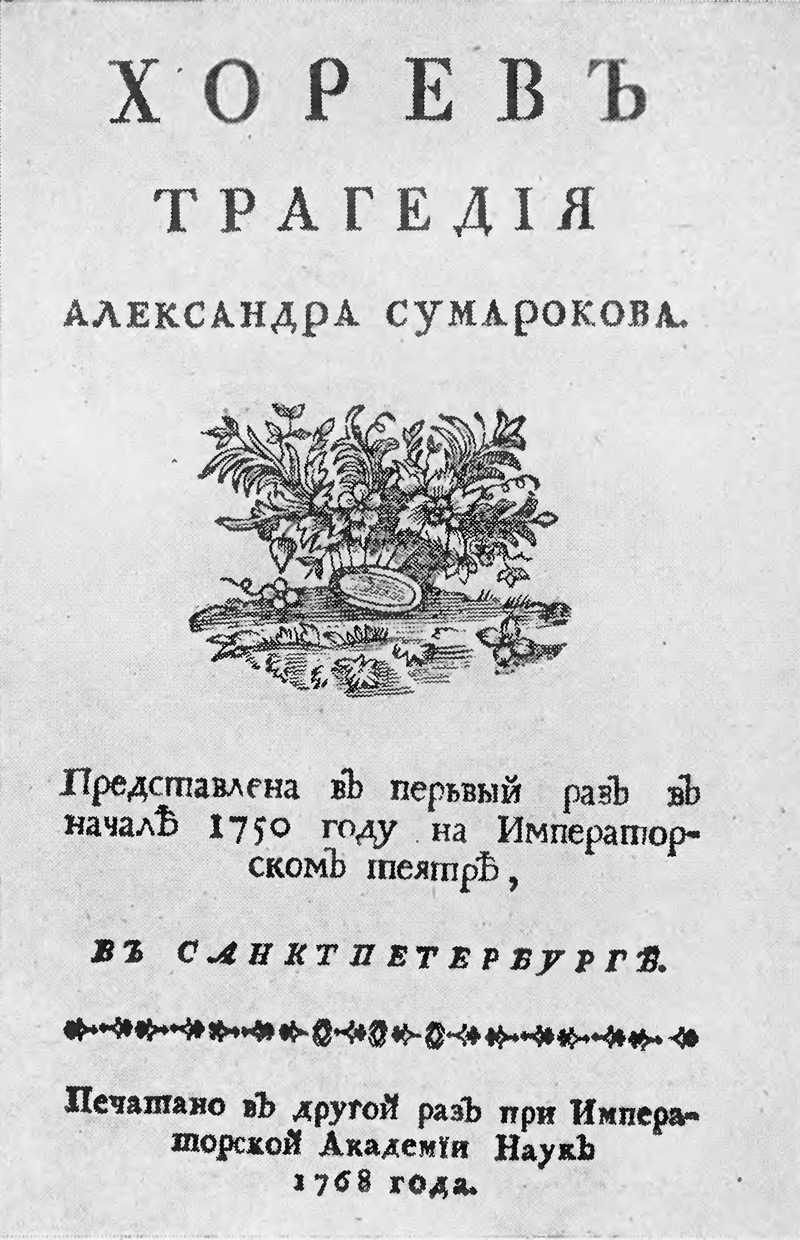
Титульный лист второго издания «Хорева», 1768

В жанровом каноне классицизма героями трагедии непременно должны были являться особы царской крови, от которых зависели судьбы государств и народов; дела и чувства частных лиц не влияли на безопасность Отечества, поэтому казались не имеющими веса и недостойными глубокого отображения. Подобные установки культивировали в своих пьесах литературные учителя Сумарокова — Корнель, Расин и Вольтер. По мнению А. Западова, реальный жизненный опыт Сумарокова, приобретённый в закрытом учебном заведении для высшей элиты государства, а затем в лейб-гвардии и при дворе, вполне соотносился с задачами классицизма; кроме того, он «изнутри» видел механизмы престолонаследия, «чьими руками добываются короны и чем расплачиваются за них». В соответствии с философскими установками Просвещения, Сумароков считал человеческую природу исторически неизменной и полагал, что во все времена люди думали и чувствовали одинаково. Историческая подоплёка событий поэтому была несущественна. Драматург передавал основное, ведущее — борьбу идей, столкновение между разумом человека и его чувствами, между его обязанностями перед государством и личными влечениями.
Всего Сумароковым было написано 9 трагедий, начиная от «Хорева» 1747 года. Все они были основаны на жанровых и мировоззренческих установках французского классицизма. По-видимому, своему драматургическому дебюту Сумароков придавал программный характер: одновременно была опубликована и концептуальная «Эпистола о стихотворстве». Конфликтная ситуация, положенная в основу пьесы, двойственна, сочетая любовную линию с политической. Оснельда, дочь низложенного и лишённого власти киевского князя Завлоха, находится в плену у победителя, нового князя Кия. Оснельда любит брата и наследника Кия, Хорева, и любима им. Отец же Оснельды, Завлох, стоит под стенами Киева с войском и требует освобождения Оснельды, не претендуя на отнятый у него престол. Кий подозревает Завлоха именно в покушении на власть и заставляет Хорева, своего полководца, выступить против Завлоха с войском. Таким образом, Хорев оказывается в классическом безвыходном положении: он не должен ослушаться своего брата и властителя — и он не может причинить ущерба отцу своей возлюбленной: чувство долга и любовь вступают в конфликтные отношения.
Оснельда просит у отца разрешение на брак с Хоревом, чтобы снять конфликт, но Завлох запрещает дочери любить Хорева, удваивая безвыходную ситуацию: она должна повиноваться своему отцу, но это значит отказаться от своих чувств. Так формируется дублирующая линия конфликта между индивидуальным чувством и общественным долгом. Третий узел конфликта связан с Кием: как монарх он должен выполнять свой общественный долг — способствовать благу и счастью подданных (то есть Оснельды и Хорева в первую очередь), но поскольку придворный Сталверх обвинил Хорева, Оснельду и Завлоха в заговоре и покушении на власть Кия, он стремится любой ценой сохранить её. Кий посылает Оснельде кубок с ядом; Хорев, узнав о гибели возлюбленной, кончает жизнь самоубийством.
В соответствии с эстетикой классицизма, парные конфликтные ситуации мнимы; как для добродетельных, так и для порочных персонажей выбор предрешён автором, их позиция неизменна на протяжении всего действия. Борьба страстей не была для Сумарокова источником действия трагедии. Движущей силой трагедии становится не столько личностный конфликт, сколько скрытый под противостоянием добродетели и порока конфликт идеологический. Его источник коренится в одном и том же понятии власти, которое является центральным в обеих коллизиях, но интерпретируется по-разному. Истинная интерпретация принадлежит Оснельде и Хореву, ибо в их речах понятие власти тождественно разуму и самообладанию.

### Сумароков и Шекспир
Сумароков — писатель и переводчик, который впервые познакомил читающую Россию с творчеством Шекспира. Первое упоминание о нём содержится в «Эпистоле о стихотворстве» 1748 года при перечислении великих писателей: «Мильтон и Шекеспир, хотя непросвещённый». Н. Захаров отмечал, что подобные определения творчества Шекспира характерны для французских классицистов. В примечаниях к «Эпистоле» Сумароков уточнил своё личное отношение: «Шекеспир, аглинский трагик и комик, в котором и очень худого, и чрезвычайно хорошего очень много».

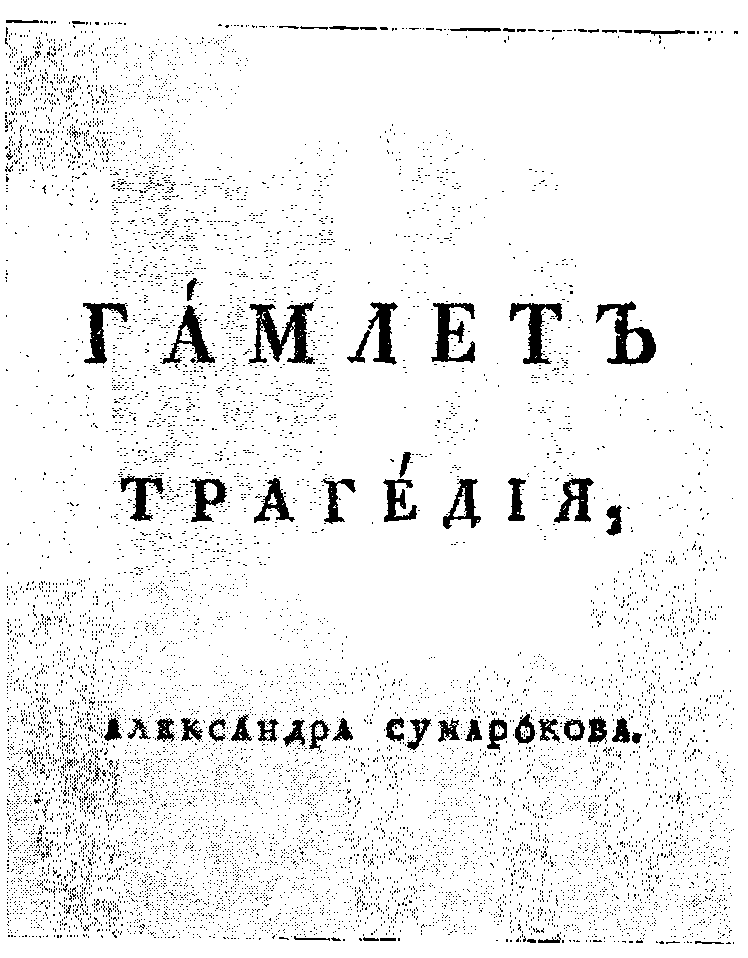
Первая страница издания 1748 года

«Гамлет» Сумарокова, вышедший из печати в 1748 году, являлся, скорее, оригинальным произведением по мотивам трагедии Шекспира, а не переводом в подлинном смысле слова. Долгое время считалось, что Сумароков в качестве источника использовал французский прозаический пересказ П.-A. де Лапласа (вторая книга «Английского театра», вышедшая в 1746 году), поскольку не владел английским языком. Однако сохранился перечень книг, которые Александр Петрович выписывал в академической библиотеке в 1746—1748 годах, из него следует, что он брал издание Шекспира в оригинале. Как и в случае с Пушкиным, вопрос о степени владения английским языком Сумарокова остаётся открытым. Тем не менее сумароковского «Гамлета» нельзя считать полноценным переводом: поэт создал собственную трагедию, использовав отдельные мотивы и функции героев Шекспира; соответственно, при издании своей пьесы он никак не обозначил имени Шекспира. Сам он заявлял, что следовал первоисточнику только в двух эпизодах: «„Гамлет“ мой, кроме монолога в окончании третьего действия и Клавдиева на колени падения, на Шекеспирову трагедию едва ли походит». Монолог «Быть или не быть» (действие III, сцена I) был хорошо известен французской традиции: Вольтер в письме «О трагедии» (1733) привёл его как яркий образец английской драматической поэзии. Г. Гуковский, сопоставив текст Сумарокова и французские переводы того времени, пришёл к выводу, что он пользовался именно вольтеровским переводом. Однако Н. Захаров утверждает, что композиция монолога, помещённого Сумароковым в действие III, явление VII своей пьесы, ближе всего к шекспировской, что служит одним из аргументов знакомства драматурга с языком оригинала.
Тем не менее самое поверхностное сопоставление сумароковского варианта с оригиналом показывает его независимость: в соответствии с каноном классицизма Сумароков предпринял попытку переделать драму «дикаря» Шекспира по французским канонам. Прежде всего, он убрал все сверхъестественные элементы: тень отца Гамлета оказывается тривиальным сновидением. У каждого из главных героев появляются наперсники и наперсницы. В пьесе не стало Фортинбраса, Розенкранца, Гильденстерна, актёров, могильщиков. Существенно изменён сюжет: Клавдий и Полоний замышляют убить Гертруду и насильно выдать Офелию за «незаконного короля Дании» — о кровном родстве его с покойным монархом ни разу не упоминается. Важнейшим отличием Гамлета Сумарокова от шекспировского является то, что он на всём протяжении действия предстаёт человеком сильной воли и решительных действий. Он отражает все попытки покушений и одерживает решительную победу в финале. Конец пьесы совершенно переделан: Гертруда кается и постригается в монахини, а Полоний совершает самоубийство. Гамлет же при всеобщем ликовании получает датскую корону и собирается обручиться с Офелией.
«Гамлет» Сумарокова написан высокопарным слогом и несёт обычный для него политический посыл. В частности, в разговоре Полония и Гертруды обсуждается вопрос о царской власти:
ПОЛОНИЙ.

Кому прощать Царя? народ в ево руках.

Он Бог, не человек, в подверженных странах.

Когда кому даны порфира и корона,

Тому вся правда власть, и нет ему закона.

ГЕРТРУДА.

Не сим есть праведных наполнен ум Царей:

Царь мудрый есть пример всей области своей;

Он правду паче всех подвластных наблюдает,

И все свои на ней уставы созидает,

То помня завсегда, что краток смертных век.

Что он в величестве такой же человек,

Рабы его ему любезныя суть чады,

От скипетра его лиется ток отрады.

Мил праведным на нём и страшен злым венец.

И не приближится к его престолу льстец.
Перевод «Гамлета» стал одной из главных причин начавшейся между Сумароковым, Тредиаковским и Ломоносовым литературной войны. Н. Захаров отметил характерный для языкотворчества того времени эпизод: в своей эпиграмме Ломоносов высмеял перевод Сумароковым французского слова «toucher» как «трогать» в обличительной речи Гертруды о своём грехопадении. Тем не менее это слово в указанном значении стало свободно употребляться в поэтическом русском языке.
Несмотря на отмеченные критиками недостатки, только в 1780-е годы «Гамлет» Сумарокова выдержал шесть изданий, а его многочисленные постановки постепенно приучили русских зрителей и литераторов к современной для того времени драматургической традиции и прививали европейские взгляды на театр. Первая постановка прошла ещё в 1750 году в Первом кадетском корпусе силами учащихся, а первое публичное представление, зафиксированное в документах, состоялось в Санкт-Петербурге 1 июля 1757 года. В роли Гамлета — Иван Дмитревский (1734—1821). Однако после переворота 1762 года постановки прекратились на четверть века: цензура видела в сюжете намёки на убийство Петра III. Подобные параллели видели в шекспировской драме и позднее: в статье А. А. Бардовского утверждалось: «В России на глазах всего общества в течение 34-х лет происходила настоящая, а не театральная трагедия принца Гамлета, героем которой был наследник цесаревич Павел Первый». Бардовский в лице Клавдия видел графа Григория Орлова, а в Гертруде — Екатерину II. Напротив, Павел Петрович высоко оценил перевод Сумарокова, в Европе наследника называли «русским Гамлетом».
По мере смены политических приоритетов и изменения литературных вкусов и предпочтений перевод Сумарокова стал восприниматься как «антишекспировский» и квазирусский. Пушкин называл Сумарокова «несчастнейшим из подражателей» за то, что тот следовал придворной «Расиновой» драматургии, а не трагедии народной «Шекспировой». Впрочем, Пушкин вообще недолюбливал Сумарокова и сделал его героем нескольких анекдотов. Уже в XX веке весьма жёсткую оценку шекспировским штудиям Сумарокова дал священник Павел Флоренский. Его оценка была двойственной: с одной стороны, Флоренский охарактеризовал перевод как «издевательство над Шекспиром» (особенно из-за счастливого финала в пьесе, в которой всё определяется трагедией ещё до начала действия). Одновременно он заявил, что «…может разъяснить многие красоты „Гамлета“ настоящего, может многое раскрыть в трагической необходимости и во внутренней связанности хода действия, — многое и высвободить из-под неопределённого наплыва смятующихся чувствований, распустить в гармонической сознательности».

### Поэтика сумароковской трагедии: «Димитрий Самозванец»

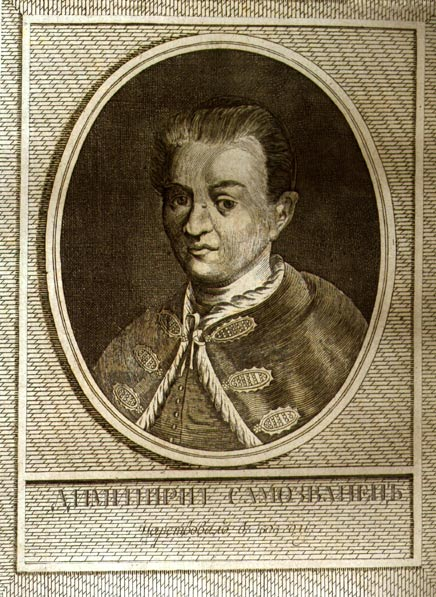
Гравюра с портретом Самозванца

Г. А. Гуковский отметил своеобразие трагедийной поэтики Сумарокова в её сближении с комедийной — из-за преобразования типологической развязки. Типическим примером он полагал трагедию 1770 года «Димитрий Самозванец» — позднее произведение, ставшее одним из самых популярных на сцене XVIII века. Расстановка сил в конфликте дана в самого начала: в образе Димитрия Самозванца автор представил тирана, суть личности которого не выводится из поступков, а прямо декларирована персонажем:
Перед царем должна быть истина бессловна.

Не истина — царь, — я; закон — монарша власть,

А предписание закона — царска страсть <…>
При этом непрерывное очернение персонажа и прямолинейность его деклараций не свидетельствуют о недостатке мастерства Сумарокова-драматурга. По О. Лебедевой, тиран, который полностью осознаёт свою злодейскую суть и анализирует ложную концепцию власти, необходим, чтобы выявить идеологическую природу конфликта и превратить трагедию в диспут о природе власти. Димитрию противостоят не желающие смириться с тиранией Пармен, боярин Шуйский, его дочь Ксения и её возлюбленный, князь Георгий Галицкий. В их монологах представлена концепция праведной власти.

Отточенная афористичность стиха идеологических деклараций окончательно превращает трагедию из действия в анализ, из личностной коллизии в понятийную. И в этом тексте Сумарокова наиболее активным элементом является не человек, но воплощённое в его фигуре понятие — понятие власти, которая сама себя обсуждает и анализирует.
О. Лебедева отметила, что в конфликтной структуре «Димитрия Самозванца» присутствует и третья сторона — надличностная, а именно — народ. Слово «народ» — одно из наиболее частотных в трагедии, наряду со словами «рок» и «судьба», которые озвучивают идею неотвратимой небесной кары. Именно в отношении к народу корректируются нравственные позиции порока и добродетели. Иными словами, если протагонисты являются полномочными глашатаями мнения народной силы, то антагонист открыто противопоставляет себя народу. Тогда трагедия Димитрия Самозванца приобретает абсолютный характер — он один против всех и всего.

В случае, если бы центральный персонаж Сумарокова обладал смешанным характером, подобная структура конфликта была бы безупречно трагедийной. Но поскольку Димитрий являет собой однотонный образ порока, которому зритель не может сочувствовать, приходится вновь констатировать факт: в трагедии «Димитрий Самозванец» тяготеющий к типологическому трагедийному строению конфликт совмещается с комедийным типом развязки: торжеством добродетели и наказанием порока. Таким образом, трагедия Сумарокова, которая задала русской драматургии последующих эпох эталонную жанровую модель, становится своеобразным индикатором тенденций развития русской драмы в своих отклонениях от общеевропейских драматургических канонов.

### Сумароков — комедиограф
За свою жизнь Сумароков создал 12 комедий, которые были написаны в три этапа, знаменовавших существенное развитие их содержательных и жанровых особенностей. Три первых комедии, поставленные в 1750 году, — «Тресотиниус», «Чудовищи», «Пустая ссора» — были направлены против конкретных людей, литературных и общественных врагов автора. К ним примыкают ещё две комедии конца 1750-х годов: «Нарцисс» и «Приданое обманом»; в 1765—1768 годах были созданы «Опекун», «Лихоимец», «Три брата совместники», «Ядовитый», а в первой половине 1770-х годов — «Рогоносец по воображению», «Мать — совместница дочери» и «Вздорщица». Ранние комедии при этом тяготели к памфлету, комедии следующего десятилетия более изощрены по интриге и представленным характерам, а к 1770-м годам Сумароков «дрейфовал» в сторону ярко выраженной комедии нравов.
Поскольку естественным литературным фоном комедии (по выражению О. В. Лебедевой) является сатира, обращение Сумарокова к жанру произошло в рамках «литературной войны» с Тредиаковским с единственным намерением — осмеять противника. Кроме Тресотиниуса в первой сумароковской комедии выведены ещё два мнимых учёных — педанты Бомбембиус и Ксаксоксимениус. В их грамматических спорах Сумароков пародировал рассуждения Тредиаковского о русской орфографии, о букве «т», по-славянски называвшейся «твердо».
В комедии «Лихоимец» Сумароков высмеял мужа своей сестры — Бутурлина, который по скупости не давал своим дворовым людям дров и посылал их добывать топливо, где сумеют, — разбивать баржи на Москве-реке или воровать. Комедию «Пустая ссора» Сумароков сочинил в духе народных представлений. Здесь представлены дворянский недоросль Фатюй и щёголь Дюлиж, неудачно, но упорно подражающие французам. Здесь Сумароков спародировал манеру модного светского разговора, пересыпанного французскими словами:

«Деламида. Я этой пансе не имею, чтобы я и впрямь в ваших глазах эмабль была.
Дюлиж. Трезэмабль, сударыня, вы как день в моих глазах.
Деламида. И я вас эстимую, да для того-то я за вас и нейду.
Дюлиж. А для чего, разве бы вы любить меня не стали?
Деламида. Дворянской дочери любить мужа, ха! ха! ха! Это посадской бабе прилично!».
Из поздних комедий Сумарокова Г. Гуковский выделял «Рогоносца по воображению». Эта пьеса формально соответствовала французскому классицистскому канону — была поставлена в пяти актах, но мир, описанный в ней, — не парижский светский салон, а быт захудалого захолустного, небогатого и некультурного помещичьего дома. Главные герои — пожилые супруги Викул и Хавронья — люди глуповатые и невежественные; сюжет высмеивает их захолустное варварство, но при этом они «трогательны в своей смешной привязанности друг к другу, они — немножко старосветские помещики». В их доме живёт бедная, но добродетельная и образованная дворянка Флориза, бесприданница. По дороге с охоты в их дом попадает сосед — знатный и богатый граф Касандр, которого старик Викул приревновал к своей Хавронье. Действие кончается тем, что Касандр и Флориза полюбили друг друга, всё завершается свадьбой. При этом положительные персонажи служат лишь обрамлением действия и находятся где-то на периферии, комедия построена на показе двух персонажей — Викула и Хавроньи с их бытом и грубовато-красочным языком «нестоличного пошиба». По словам Г. Гуковского:

Сумароков достигает высшей точки в своём стремлении к передаче бытовой речи, яркой, живой, вполне разговорной, местами близкой к складу народной сказки, пересыпанной пословицами и поговорками. Он передаёт эту речь натуралистически, без кристаллизации её форм; он считает её некультурной речью, служащей характеристике его помещиков как варваров; но всё же подлинная, реальная речь звучит в его пьесе…
В целом исследователи отмечали двойственность комедийного жанра в трактовке Сумарокова. Подобно тому, как его трагедии несли признаки комического жанра — тяготея к счастливому браку в финале, так и его комедии иногда заканчивались гибелью героев, и в их финале звучали упоминания смерти, ада и Страшного суда («Тресотиниус», «Опекун», «Рогоносец по воображению»). Для мировой драматургической традиции этот подход был совершенно нетипичен, в этом О. Лебедева видела национальное своеобразие комедийной драматургии Сумарокова. Однако О. Лебедева полемизировала с Д. Благим, который усматривал в образной системе комедий Сумарокова изобильный русский национальный элемент, укоренённый в быту. Она полагала, что «комедийному театру Сумарокова явно не хватает жизнеподобности и узнаваемости национального общественного быта. Это обстоятельство породило в 1760-х годах альтернативную театру Сумарокова линию развития русской комедиографии — комедию нравов, кульминационно увенчанную фонвизинским „Бригадиром“».

### Прочие драматургические жанры
Жанровый универсализм был свойственен Сумарокову и в его театральном творчестве. В 1755 году он создал либретто мифологической оперы «Цефал и Прокрис» (на основе сюжета VII книги «Метаморфоз» Овидия), явившуюся первой русской оперой. Музыку к ней написал итальянец Франческо Арайя. В 1759 году Сумароков поставил вторую оперу «Альцеста» по своему либретто. Выстраивая оперную драматургию, он основывался на теориях французского теоретика музыкальной трагедии Филиппа Кино, который упоминался ещё в «Эпистоле о стихотворстве». Писал он и балетные либретто.

## «Трудолюбивая пчела»

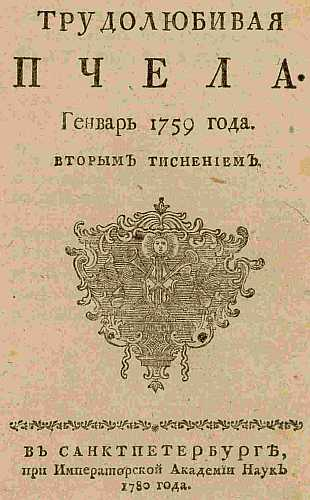
Первый выпуск издания. Перепечатка 1780 года

### История издания. Цензура
14 декабря 1758 года в Канцелярию Академии наук поступило «Доношение» А. П. Сумарокова с просьбой об издании собственного журнала — «Трудолюбивая пчела». Одним из первых условий, которые оговаривались в «Доношении», были цензурные границы — контроль за журналом не должен «касаться слогу». Ответ последовал 7 января следующего, 1759 года, за подписью И. И. Тауберта: цензором был назначен профессор астрономии Н. И. Попов, который должен был искать «…что противное в деле, а не в слоге», о чём обязывался извещать Сумарокова. Тираж должен был составлять 800 экземпляров. Первый же конфликт, связанный с цензурой, закончился победой Сумарокова: Канцелярия назначила новых цензоров — профессоров математики С. К. Котельникова и С. Я. Румовского.
Противниками издания в Академии выступили М. В. Ломоносов и И. И. Тауберт. Их важнейшими аргументами была загруженность академических типографии и Канцелярии, причём последняя, исполняя роль цензурного комитета, и без того была перегружена работой и не могла эффективно контролировать содержание журнала. Президент Академии — граф К. Г. Разумовский — в конфликте принял сторону Сумарокова. Александр Петрович сразу же сильно испортил отношения с цензором Поповым, обвинив его в пьянстве и сравнив в своём доношении от 22 апреля 1759 года с Барковым:

«Не первой пьяница меня уже из учёных пьяниц обидит. Есть ещё такой же Барков и другие, о которых Академия не меньше меня известна. Я прошу только нижайше всех господ присутствующих по канцелярии, никого для подозрения не исключая, чтобы приказали мне цензором, да и то не в складе, определить не пьяницу; ибо от пьянства профессора Попова мне делается в издании моего журнала остановка, и чтоб канцелярия Академии наук благоволила мне сделать милость и назначить без замедления времени другого цензора, потому что журнал по тем правам, без данной от меня причины, не нарушив правосудия, остановлен быть не должен. А что он подчёркивал, то ясно доказывает о его, во время просматривания состоянии».
Котельников и Румовский также не смогли найти с Сумароковым общего языка. Связано это было и с тем, что все трое были ставленниками Ломоносова, литературная война с которым вступала у Сумарокова в новую фазу. В этот же период Сумароков даже наладил отношения с Тредиаковским, который после увольнения из Академии оказался без средств к существованию; главный редактор опубликовал несколько его сочинений, в том числе статью «О мозаике», в которой мягко критиковались художественные работы Ломоносова. В тот же номер были подготовлены антиломоносовские «Вздорные оды», но корректор типографии Барсов не допустил их публикации. В результате Ломоносов по поводу статьи Тредиаковского пожаловался графу И. И. Шувалову, к которому одновременно обратился и Сумароков, обвинив Михаила Васильевича в самовольном цензорстве.
Основной целевой аудиторией издания Сумарокова стал «малый двор» великой княгини Екатерины Алексеевны — будущей императрицы. Журнал открывался посвящением Екатерине; Сумароков называл её «Минервой» и просил покровительства. Это привело к раздражению императрицы Елизаветы, формальной причиной прекращения издания стало сумароковское «Слово похвальное о государе императоре Петре Великом». Цензор С. К. Котельников оду не пропустил, но публикацию разрешил президент Академии граф К. Г. Разумовский под личную ответственность автора. Результатом стал очередной большой скандал, после которого, просуществовав чуть более года, издание прервалось навсегда. А. А. Скабичевский в «Очерках истории русской цензуры» так резюмировал историю издания «Трудолюбивой пчелы»:

«Правительство основывает журнал без всяких политических целей, с единственным, вполне искренним желанием развить в обществе любовь к чтению и образованию, столпы литературы и науки не только отстраняются от этого предприятия, но и всячески противодействуют ему из грубо-эгоистических побуждений самого низменного свойства».

### Публицистика Сумарокова
По словам А. Западова, хотя в «Трудолюбивой пчеле» печатались многие авторы, «журнал всё же оставался изданием одного лица — Сумарокова и хранил отпечаток его сильной и незаурядной личности». Стихи и заметки, помещаемые в каждом номере, составили своего рода дневник писателя с чрезвычайно многоплановым содержанием. Сумароков выступил одним из первых профессиональных критиков России, развив жанры фельетона и сатирического очерка. Несмотря на то, что Сумароков не переносил жанра романа и высмеивал их авторов, его журнал сыграл важную роль и в становлении новой русской прозы.
Фельетоны и статьи Сумарокова были нарочито парадоксальными и могли начинаться с полуслова — чаще всего какого-нибудь оригинального тезиса, который затем подробно разъяснялся и получал логическое продолжение. Яркими примерами были две статьи, начинающиеся следующими словами: «Восприятие чужих слов, а особливо без необходимости, есть не обогащение, но порча языка» («О истреблении чужих слов из русского языка»); «Свобода, праздность и любовь суть источники стихотворства» («О стихотворстве камчадалов»).
Очень много места на страницах «Трудолюбивой пчелы» занимали рассуждения Сумарокова о дворянском сословии и положении крестьян, а также разъяснения его собственного проекта дворянской утопии. Будучи убеждённым монархистом, который считал крепостное право состоянием естественным и необходимым, Сумароков не переносил злоупотребления властью в любом виде. «Продавать людей как скотину не должно», — утверждал Сумароков. — Крестьяне — элемент в государстве необходимый, их дело — работать на земле. Обязанность дворян — руководить страной, защищать её от врагов, управлять крестьянским трудом. Сумароков предъявлял большие требования к дворянству, стремясь очистить его от пороков, приблизить к идеалу.
Уподобляя общественную систему человеческому телу, Сумароков писал: «Телу потребна глава, здоровье всех членов и душа; обществу потребна верховная власть. Все должности и науки земледелец питает, солдат защищает, учёный просвещает… Достойны ободрения все труждающиеся к пользе отечества и рода человеческого. И достойны только презрения одни тунеядцы». При этом он ставил на первое место личные достоинства дворян, а не простую принадлежность к сословию: «Честь наша не в титлах состоит, тот сиятельней, кто сердцем и разумом сияет, тот превосходительней, который других людей достоинством превосходит, и тот болярин, который болеет об отечестве». В полемическом запале он поставил рядом дворян и крестьян, объявив, что «земледелие не воровство, не грабительство, но почтенное упражнение. Пращур боярина отдан на съедение червям и в прах превратился. Пращур крестьянина также». В статье «Четыре ответа» (1759, июнь) Сумароков с большим ядом описывал фигуры торговцев и чиновников (подьячих), которым противопоставлял дворян по личным достоинствам, которые пекутся о благополучии Отечества. Напротив: бюрократизм повинен в том, что к власти лезут люди из «низов».

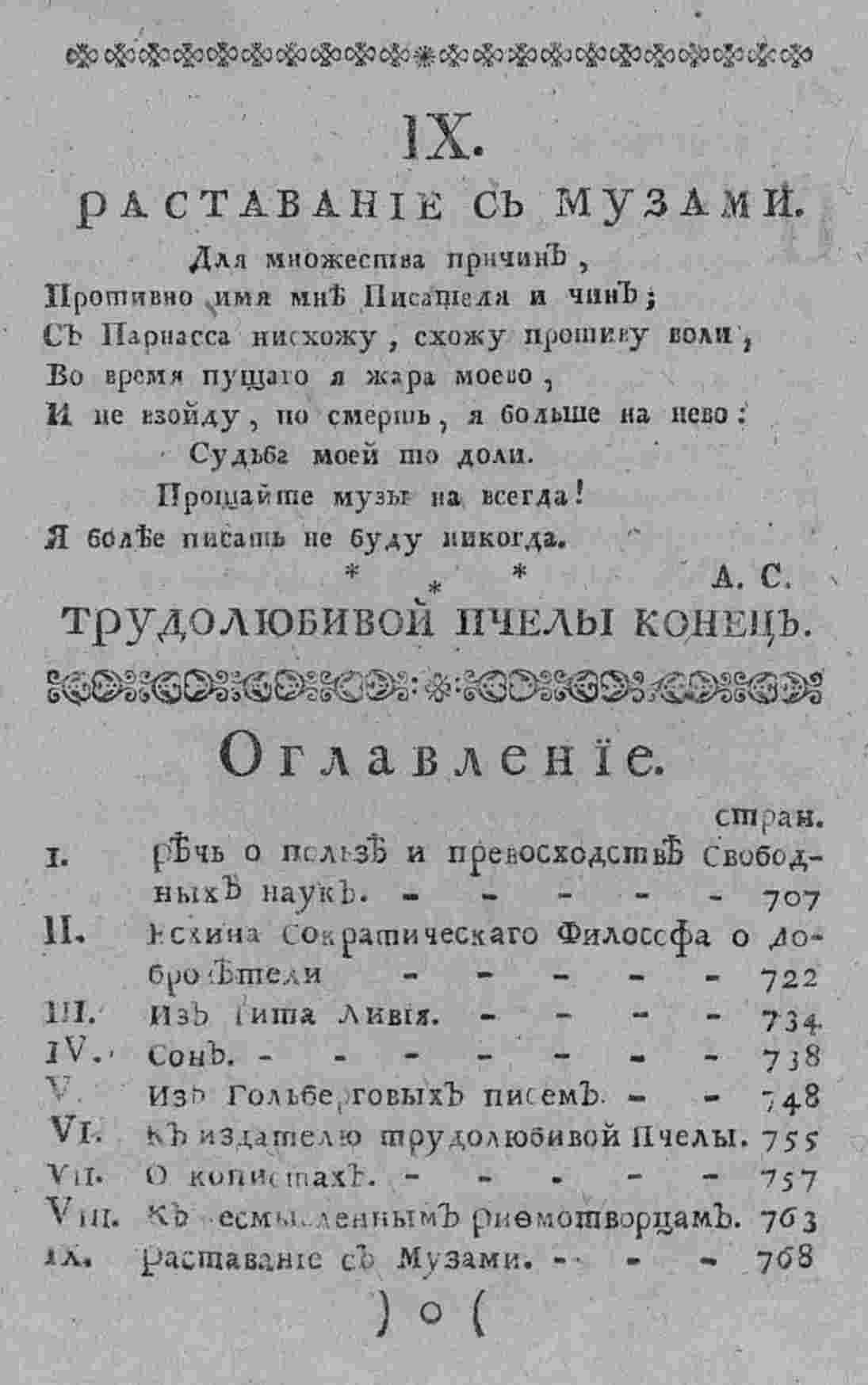
Последняя страница последнего номера журнала «Трудолюбивая пчела»

В последнем — декабрьском — выпуске журнала Сумароков поместил утопию «Сон. Щастливое общество». Это авторская грёза о «мечтательной стране» и её существовании. Во главе страны стоит «великий человек» и «великий государь», чьи действия протекают по программе, напечатанной Сумароковым в заметке «Что бы я делал…» У этого государя «достоинство не остаётся без исправления. Сам он имеет народную любовь, страх и почтение. Получить его милость нет иной дороги, кроме достоинства». Александр Петрович подробно рассказывал о положении духовного и военного сословий и описывал судебный и чиновничий аппарат, лишённый обычных для России недостатков. Особое место посвящено законам: «книга узаконений их не больше нашего календаря и у всех выучена наизусть, а грамоте тамо все знают. Сия книга начинается тако: чего себе не хочешь, того и другому не делай. А оканчивается: за добродетель воздаяние, а за беззаконие казнь».
Последний номер журнала редактор-издатель закончил стихотворением «Расставание с Музами»:
Для множества причин

Противно имя мне писателя и чин;

С Парнаса нисхожу, схожу противу воли

Во время пущего я жара моего,

И не взойду по смерть я больше на него, —

Судьба моей то доли.

Прощайте, Музы, навсегда!

Я более писать не буду никогда.
Писать Сумароков продолжил, но издавать собственных журналов более не пытался. Впрочем, с 1760 года он печатался в журнале «Праздное время, в пользу употреблённое», издаваемом его учениками — выпускниками Кадетского корпуса. Журнал был нейтрально-благонамеренным по программе, основную массу публикуемых материалов составляли переводы. Сумароков поместил там множество сатир и эпиграмм в прежнем духе, бичующих недостатки государственных установлений. Результатом стало закрытие и этого журнала в декабре того же 1760 года.

### «Трудолюбивая пчела» и масонство
Судя по сохранившимся документам, Сумароков вступил в масонскую ложу в 1756 году — она базировалась в Шляхетском кадетском корпусе. В работе В. И. Сахарова «Иероглифы вольных каменщиков» показано, что раннее русское масонство было закрытой эзотерической структурой, идеология которой основывалась на утопии земного рая. Поскольку ложи не могли и не стремились пропагандировать свои идеи публично, важнейшим каналом масонской проповеди стала художественная литература. Существует достаточное количество аргументов в пользу того, что издание собственного журнала «Трудолюбивая пчела» было напрямую связано с масонскими интересами и устремлениями Сумарокова. Первые русские масоны стремились постичь истинные законы разума и в соответствии с ними перестроить жизнь духа и тела. Их доктрина предполагала, что изначальная — истинная — иерархия духовных ценностей была нарушена по мере развития цивилизации: Божественный нектар естественного разума под влиянием гордыни превратился в яд ложного просвещения. Образцом для идеально устроенного общества, возвращённого к правильной иерархии, им представлялся улей. Истинное Просвещение, которое воздвигнет здание совершенного общественного устройства, будет основано на базе естественной религии, естественного права и естественного языка. Идеальный человек масонства должен стать трудолюбивой пчелой, постигшей «науку семи должностей». Метафорически она обозначалась как естественный нектар — мифология, но более полезным представлялся мёд — философия древности (Эпиктет, Сократ, Эсхин, Платон, Сенека, Марк Аврелий, Лукиан, Цицерон) и нового времени (Муре, Хольберг, Фонтенель, Вольтер). Однако в русской культуре того времени было другое отношение к христианству (во Франции оно рассматривалось как пережиток тёмного средневековья и в светском обществе было оттеснено на периферию духовной жизни), поэтому елизаветинские и екатерининские масоны ощущали себя наследниками русской святости. Отчасти они были связаны с сектантством. Георгий Флоровский утверждал, что русское масонство культивировало психологическую аскезу и «собирание души».
По мнению Ю. В. Сложеникиной, издание журнала отражало религиозно-философские искания Сумарокова, которые требовали артикулированного представления в коллективном периодическом издании. С этой позиции вышедшие 12 номеров журнала представляли собой единый метатекст, сознательно ориентированный на систему ценностей и идеологию масонства. Ключом к пониманию этого метатекста служит утопическая грёза «Сон. Щастливое общество». Выбор мотива сна, уносящего героя в желательное ему общество, отражал как фольклорное, так и библейское и масонское восприятие сна. Ирреальность изображения обусловливалась идеологической установкой масонства, которое претендовало на хранение и передачу всеобщих божественных знаний и истин, носящих универсальный характер. Божественная истина универсальна, существует всегда, всюду и для всех. Поэтому публикации «Трудолюбивой пчелы» должны были дать читателям материалы для ежемесячного упражнения в нравственных ценностях масонства — скромности, добронравии, любви к отечеству и трудолюбии.

## «Литературная война» Тредиаковского, Ломоносова и Сумарокова

### Поэтическое состязание

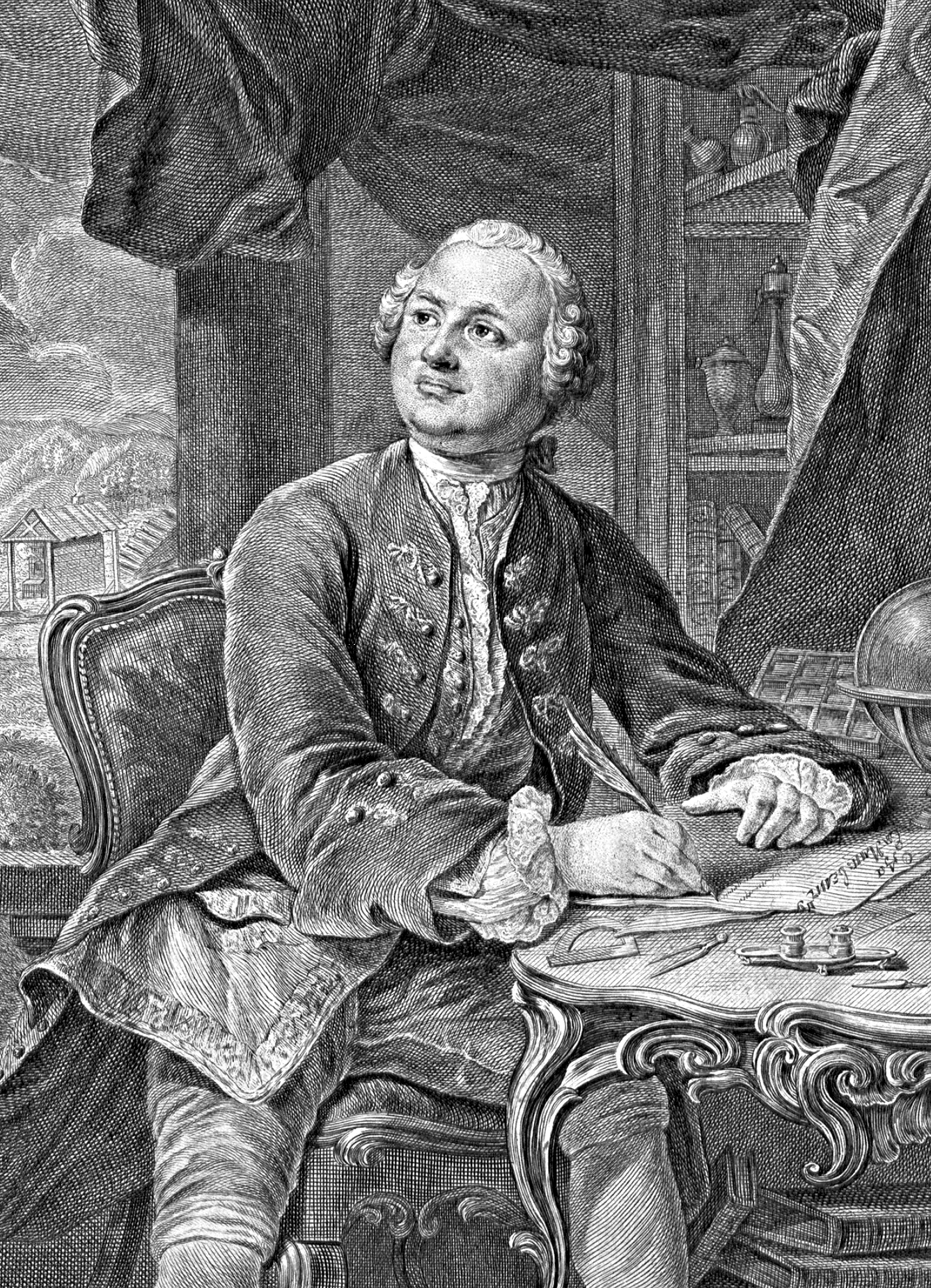
М. В. Ломоносов. Гравюра Э. Фессара и К. А. Вортмана, 1757

Практически вся середина XVIII века для русской литературы ознаменовалась серьёзной и чрезвычайно напряжённой литературной борьбой, главное место в которой занял конфликт между Тредиаковским и Сумароковым. Результаты этого конфликта оказались чрезвычайно продуктивными, в ходе борьбы возникли новые литературные жанры — первые русские комедии и пародии на индивидуальный стиль, а также литературная критика как таковая. Личный и творческий конфликт Тредиаковского и Сумарокова вызревал исподволь с начала 1740-х годов и перешёл в открытую фазу в 1748-м. Последнее было связано с изданием трагедии «Хорев», означавшим притязания Сумарокова на полностью самостоятельную позицию в русской литературе. Сумароков тем самым отходил от роли модного светского стихотворца — каким в своё время был и Тредиаковский — и претендовал на создание программного произведения в одном из ключевых жанров классицизма. Не случайно современники впоследствии называли его «российским Вольтером и Расином». Хотя до нас не дошли отзывы Ломоносова и Тредиаковского на «Хорева» времени его создания и первой публикации, нет сомнений, что они были недоброжелательными; Сумароков был поставлен перед необходимостью защищать как своё творение, так и стилевые и политические притязания.
Первый поэтический спор Тредиаковского, Ломоносова и Сумарокова прошёл в 1743—1744 годах, главным свидетельством чего стала небольшая книжка «Три оды парафрастические псалма 143, сочинённые через трёх стихотворцев, из которых каждый одну сложил особливо». Ещё А. Куник обращал внимание на то, что данный спор уникален в истории русской литературы тем, что тяжущиеся стороны обратились для суда к публике. Первое в России поэтическое состязание стало одновременном дискуссией о семантике стихотворного размера в условиях, когда классицистская традиция, прикрепляющая семантику к определённому размеру, ещё только формировалась. Летом 1743 года трое писателей встретились и обсудили проблему: Тредиаковский в своём «Способе…» 1735 года утверждал, что героический стих должен быть непременно хореическим, Ломоносов в «Письме о правилах российского стихотворства» принял мысль о соотнесённости метра, жанра и семантики, но одический стиль связывал с ямбом. Далее Тредиаковский сообщил, что метр изначально не определяет семантики, а одический или элегический стиль зависит от используемой системы образов и лексики. Ломоносов с ним не согласился, ибо полагал, что метру свойственна особая ритмическая интонация, Сумароков примкнул к нему.

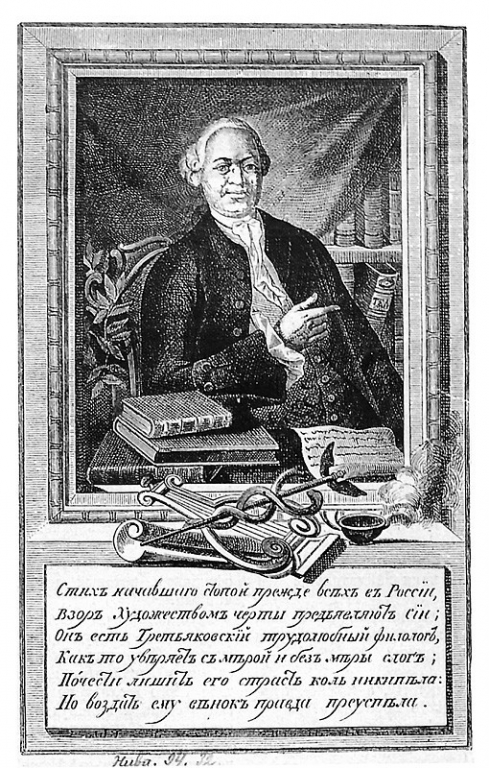
Портрет Тредиаковского. Гравюра А. Я. Колпашникова, 1775

Рациональные аргументы не устраивали обе стороны, поэтому вместо обмена контраргументами Сумароков предложил поэтам сочинить одическое переложение из Псалтири, причём сам Сумароков и Ломоносов должны были сделать его ямбом, а Тредиаковский хореем. То есть, если недостаточно индивидуальной эстетической оценки стихотворца, судьёй должен был выступить «свет». Оды были напечатаны анонимно, но Тредиаковский написал к изданию предисловие, в котором привёл суть спора и славянский текст псалма. Тираж составил 500 экземпляров, из которых 200 печаталось за счёт Академии наук для продажи и 300 — за счёт авторов. А. Шишкин отмечал, что книжка «Трёх од» была снабжена эпиграфом из «Науки поэзии» Горация, что напрямую выводило литературный спор в измерение европейского классицизма, в котором основными функциями поэта было подражание и состязание, причём в данном конкретном споре поэты состязались не только друг с другом, но и с библейским царём Давидом. Главной их задачей было повысить эстетическое качество словесного переложения, в результате Тредиаковский применил амплификацию — то есть словесное распространение, его ода состояла из 130 строк; у Ломоносова — 60, у Сумарокова — 66. Данный спор не кончился ничем, поскольку все трое признали друг друга равноправными в «согласии разума».

### Полемика с Тредиаковским
В 1748 году Сумароков издал трагедию «Гамлет» и две «Эпистолы», последние были насыщены личными выпадами и против Тредиаковского, и против Ломоносова. В стихах 21—44 «Эпистолы» прямо говорилось, что в России нет хороших писателей, а сверх того, содержались прямые издевательства по адресу орфографической реформы Тредиаковского. Насмешки над Ломоносовым пояснялись его попыткой навязать российскому красноречию чужеродную традицию, а переводческая деятельность Тредиаковского названа неудачной, высокопарной, пустой и невнятной. Прохождение «Гамлета» и «Эпистол» через академическую цензуру вызвало к жизни совершенно новый институт рецензирования, что не имело прецедентов в тогдашней русской культуре. При этом Тредиаковскому на «освидетельствование» рукописи Сумарокова было дано 24 часа, после чего он был обязан передать её Ломоносову; обе рецензии были датированы 10 октября 1748 года. Через пару дней история повторилась с «Двумя эпистолами», причём отзывы Ломоносова были уклончивыми и двусмысленными, он не хотел конфликтовать с Сумароковым, имевшим высоких покровителей. Тредиаковский, с его взрывным темпераментом, тем самым подставил себя под удар ответной критики и начальственного гнева; Сумароков явно не хотел идти на примирение и даже заключил с Ломоносовым тактическое соглашение. В 1750 году «Две эпистолы» с добавленным четверостишием, содержащим грубые выпады против Тредиаковского, вышли из печати. Василий Кириллович смог ответить на это рядом выпадов в предисловии к готовящемуся к изданию переводу «Аргениды» Барклая и в результате был вынужден убрать их при наборе текста.
В том же 1750 году Сумароков издал первую русскую комедию «Тресотиниус», также имевшую явно антитредиаковскую направленность, а Василий Кириллович явно опознавался современниками в образе жениха-педанта. По тексту комедии было разбросано множество намёков на творческую манеру Тредиаковского, особенности его стиля; много скрытых цитат из «Езды в остров Любви» и «Разговора об ортографии». В ответ весной 1750 года Тредиаковский создал пространное «Письмо от приятеля к приятелю» — первый образец русской литературной критики. А. С. Курилов отметил фантастическое многообразие форм критики, представленное в «Письме» Тредиаковского. Несмотря на многочисленные личные выпады, критика эта носит научный, стиховедческий и литературоведческий характер и касается всего творчества Сумарокова. Собственно, критика «Тресотиниуса» началась с констатации нарушения законов жанра (классицистских с чётким членением и наличием завязки, кульминации и развязки) и театральных «регулов», а потому «комедия сия недостойна имени комедии».

«…она сочинена только для того, чтоб ей быть не язвительною токмо, но и почитай убийственною чести сатирою, или лучше, новым, но точным пасквилем, чего впрочем на театре во всем свете не бывает: ибо комедия делается для исправления нравов в целом обществе, а не для убиения чести в некотором человеке».

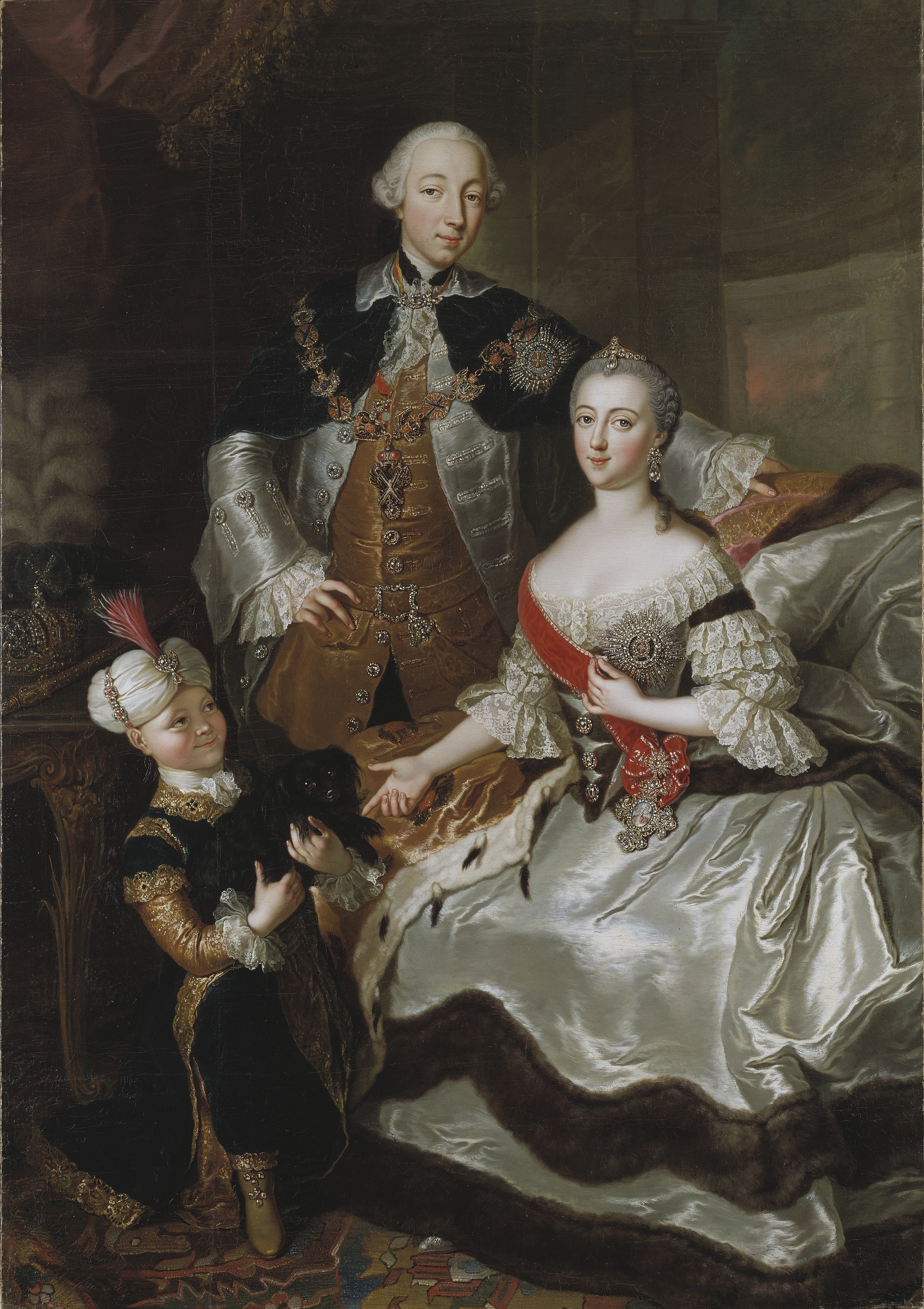
А. де Гаск. Великая княгиня Екатерина Алексеевна с супругом Петром III Фёдоровичем, 1756

Критика нелогичности сюжета и жанровых несоответствий приводит Тредиаковского к заявлению о неоригинальности произведений Сумарокова вообще и его творческой ограниченности. Все суждения Василия Кирилловича — констатирующие, а не оценочные, иными словами, он активно и сознательно пользовался литературоведческими приёмами. Самым ярким примером этого подхода явился разбор трагедии «Хорев», помещённый далее. Поскольку в те времена особое внимание уделялось грамматической критике художественных произведений, Тредиаковский использовал методы, уже применённые против него Сумароковым. Он уличал его в неправильном использовании падежей и родов, наиболее часто прибегая к семантической критике, обращая внимание на неправильное словоупотребление. Первые исследователи филологических взглядов Василия Кирилловича считали это бессмысленной критикой педанта, однако в трудах В. М. Живова показано, что Тредиаковский к тому времени перешёл на позиции рационалистического языкового пуризма. Критикуя Сумарокова с социолингвистической позиции, то есть обвиняя его в использовании «площадных» выражений, он лишь использовал методы и ярлыки, усвоенные им из французской полемики. Не будучи дворянином, Тредиаковский выдвигал на первый план учёность и историческое знание и противопоставлял их аристократической элите, за которую Сумароков ратовал и которую даже концептуализировал по типу европейского рыцарства.
Победителем в литературной войне 1748—1750 годов оказался Сумароков, сам Тредиаковский подвергся ещё одному осмеянию в новой комедии Сумарокова «Чудовищи», быстро написанной в середине 1750 года. Обе комедии Сумарокова были поставлены на сцене придворного театра в присутствии императрицы Елизаветы Петровны, наследника престола Петра Фёдоровича и его супруги — будущей императрицы Екатерины. Тредиаковский превратился в посмешище при дворе, что сыграло крайне неблагоприятную роль в его дальнейшей жизни и карьере. Вполне возможно, что отношение к нему и его «Телемахиде» со стороны Екатерины Алексеевны закладывалось уже во время «литературной войны» и во многом определялось насмешками Сумарокова. Тредиаковский оказался отвергнут элитарным обществом, его место в современной ему филологии и критике занял Ломоносов, а в поэзии и драматургии — Сумароков.

### Полемика с Ломоносовым
Противостояние Сумарокова и Ломоносова было многоплановым. В основе их литературного конфликта лежало неприятие Сумароковым ломоносовской эстетики, которая противоречила его рационалистической установке. В полемике Сумароков ссылался на трактат Лонгина «О высоком» (в переводе Буало), используя пассажи, в которых осуждаются «надутость», стремление «превзойти великость», «всегда сказать нечто чрезвычайное и сияющее», осуждается «жар не во время», излишняя «фигурность» речи, метафоризм и т. д. — во имя «естественности». В статье «О разности между пылким и острым разумом» Сумароков объявляет, что «острый разум состоит в проницании». Этим он противостоял Ломоносову, который остроумием называл способность быстро охватывать воображением целые ряды представлений, вольный полёт фантазии, дополненный «рассуждением». По Сумарокову это не что иное, как «пылкий разум», при котором и без «острого разума» поэт «набредит» и «бредом своим себе и несмысленным читателям поругание сделает». Ещё более резок Александр Петрович был в частных письмах, в которых прямо именовал данные пассажи ломоносовской «Риторики» доказательством сумасшествия Михаила Васильевича.
Претяжкою ступил ногою

На Пико яростный Титан

И, поскользнувшися, другою —

Во грозный льдистый океан.

Ногами он лишь только в мире,

Главу скрывает он в эфире,

Касаясь ею небесам.

Весь рот я, музы, разеваю

И столько хитро воспеваю,

Что песни не пойму и сам.
Поэтические споры прямо переходили в споры филологические, поскольку в эпоху становления русского литературного языка поэтические нормы были неотделимы от грамматических. По словам Г. А. Гуковского:

И в поэтике и в грамматике ставились вопросы образования литературного языка, вопросы о нормах языка и об оправдании этих норм. Поэты были созидателями языка, а языковеды — критиками и теоретиками поэзии. И те и другие вопросы смыкались в проблематике языковой политики и вызывали сходные споры. И Тредиаковский, и Ломоносов, и Сумароков работали как в области литературоведения, так и в области языковедения. Сумароков постоянно теснейшим образом связывает и переплетает высказывания о языке, как таковом, и о поэзии. Ожесточение, с которым Сумароков нападает на грамматику Ломоносова, понятно при учёте всей борьбы его против поэтической и языковой практики его литературного противника.
Не случайно, что в первом разборе од Ломоносова от 1747 года Сумароков особое внимание уделял семантике и принципам словоупотребления. Сумароков последовательно осуждал всякое отклонение от привычного — по его мнению, единственно допустимого — значения слов, индивидуальные метафоры или даже метонимию. Для Сумарокова слово — своего рода научный термин; изменение его единственного значения — даже в интересах выразительности — расценивалось Сумароковым как нарушение правильности грамматического характера. Отрицал он и сравнения, нарушающие принцип логического подобия обоих сравниваемых элементов. В дальнейшем оды Ломоносова стали предметом язвительного осмеяния в пародиях Сумарокова («Оды вздорные»). По сообщению Штелина, Сумароков отозвался на смерть Ломоносова одной фразой: «Угомонился дурак и не будет более шуметь». Стремление унизить Ломоносова не оставило Сумарокова и спустя девять лет после его кончины, в 1774 году. Если четвертью века ранее Ломоносов сравнивался им с Пиндаром, то в примечаниях к изданию IV олимпической оды, Сумароков отрицает сходство Ломоносова с Пиндаром, который «порывист, но всегда приятен и плавен; порывы и отрывы его ни странны, ни грубы, ни пухлы… Многие наши одописцы не помнят того, что они поют, и вместо того говорят, рассказывают и надуваются; истребите, о музы, сей несносный вкус и дайте познавать писателям истинное красноречие и наставьте наших пиитов убегати пухлости, многоглаголания, тяжких речений».

## Представления Сумарокова о русском литературном языке
По словам В. М. Живова, отношение поколения русских классицистов (Кантемира, Тредиаковского, Ломоносова и Сумарокова) к предшествующей традиции было декларативно отрицательным, что резко отличало их позицию от французского эталона. Классицизм во Франции выступал как преобразование литературно-языковой традиции, к которой можно относиться критически, но невозможно отрицать. В России же классицизм формировался как часть новой культуры, отрицающей старую, и потому для русских классицистов не существовало литературного прошлого. С 1750-х годов отрицание предшествующей традиции стало основываться на противопоставлении тонического и силлабического принципов стихосложения. При этом русские авторы были нацелены на создание нового литературного языка и жанров, а не исправление пороков прежней традиции. Если в «Поэтическом искусстве» Буало ведётся полемика с десятками авторов прошлого, то в программных сочинениях русских классицистов предшественники почти не упоминались. Сумароков в этом отношении был исключением, когда говорил в эпистоле «О стихотворстве» о Феофане Прокоповиче и Кантемире, — именно потому, что рассматривал их прямыми предшественниками русского классицизма. В результате одним из важнейших для русских писателей XVIII века конфликтов был спор о первенстве — кто был первым, установившим в России «правильную» поэзию. Однако полного отрыва от традиции не могло произойти, и сильнее всего она ощущалась в сфере панегирической поэзии.
Имеем сверх того духовных много книг;

Кто винен в том, что ты псалтыри не постиг,

И, бегучи по ней, как в быстром море судно,

С конца в конец раз сто промчался безрассудно.

Коль «аще», «точию» обычай истребил,

Кто нудит, чтоб ты их опять в язык вводил?

А что из старины поныне неотменно,

То может быть тобой повсюду положенно.

Не мни, что наш язык не тот, что в книгах чтём,

Которы мы с тобой нерусскими зовём.

Он тот же, а когда б он был иной, как мыслишь

Лишь только оттого, что ты его не смыслишь,

Так что ж осталось бы при русском языке?
По мнению Б. А. Успенского, начиная с «Эпистолы о русском языке» Сумароков ориентировал русский литературный язык на разговорное употребление, выступая как противник славянизмов. Однако его языковая практика, как и ряд деклараций, указывают на то, что литературный язык Сумарокова объединял церковнославянские и русские грамматические и лексические конструкции, а специфические разговорные формы не являлись нормативными, а употреблялись по контексту как допустимые варианты. Критики, включая Тредиаковского, именовали их «подлыми» или «простонародными». Приведённый во врезке пример показывает, что Сумароков в 1740-е годы утверждал единство церковнославянского и русского языков. Заключительные строки прямо утверждают, что взятые из церковных книг слова могут использоваться в литературном русском языке, а их исключение приведёт лишь к катастрофическому обеднению языка. Не должны использоваться только те церковнославянские слова, которые «обычай истребил», то есть архаизмы.
«Эпистола» свидетельствует, что Сумароков разделял теорию трёх стилей и прочно усвоил представление о связи жанровой характеристики и лексического отбора («Знай в стихотворстве ты различие родов, // И что начнёшь, ищи к тому приличных слов…»). Это также показывает важнейшую филологическую задачу, которая стояла равно и перед Тредиаковским, и перед Сумароковым, — соотнесение семантико-стилистических критериев отбора с генетическими в условиях оппозиции русского и церковнославянского языков. Однако успешно она была решена лишь Ломоносовым, который чётко соотнёс жанровую иерархию с лексической классификацией. Отказавшись от разделения лексики на высокую, среднюю и низкую, он ввёл в пределах единого лексического фонда разряды слов «славенских» (отсутствующих в русском языке, но «всем грамотным людям вразумительных»), «славенороссийских» и «российских простонародных». В грамматическом описании классов, однако, было не три, а два: русский (низкий) и славянский (высокий). Сумароков, хотя и не писал специальных лингвистических работ, в данном контексте вполне ясно полемизировал и с Тредиаковским, и с Ломоносовым. Его претензии в первую очередь касались возможности авторского выбора, поскольку любая классицистская классификация не оставляла места для эстетических суждений писателя. По мнению Сумарокова, стилистический выбор должен был определяться не формальными параметрами элемента (в первую очередь его происхождением — русским или церковнославянским), а авторским вкусом, который оценивает уместность конкретного элемента в общем контексте. При этом Сумароков полностью разделял взгляды Тредиаковского и Ломоносова на лексическое и грамматическое богатство русского языка, причём церковнославянский субстрат делает возможным воспроизведение ритмического и поэтического многообразия классических языков, в первую очередь — древнегреческого. Так же, как и Тредиаковский, Сумароков считал, что сей, сия, сие — это высокие слова, которые единственно могут использоваться в одическом жанре, а этот, эта, это — слова низкие, которым в оде не место. Расхождение начиналось на почве драматургии: Александр Петрович заявил, что трагедийный жанр не может сравниваться с одическим, поскольку в трагедии представлена речь разных персонажей, и она не может быть выдержана в одном ключе. В этой аргументации он не был оригинален, поскольку подобные тезисы были представлены во французской критике XVII века, например, у Скюдери.

…Я пишу опять за паки; но прилично ли положить в рот девице семнадцати лет, когда она в крайней с любовником разговаривает страсти, между нежных слов паки, а опять слово совершенно употребительное…— Полное собрание сочинений. Часть X, с. 98
В результате Сумароков заявил, что язык получает достоинство не в результате учёной нормализации, а благодаря вкусу и умению авторов. Он демонстративно «играл» с разными формами инфинитива, в частности, на -ти («играти», «чувствовати»), которые и Тредиаковский, и Ломоносов перестали употреблять в поэзии, а в прозе эти формы отмерли ещё в 1730-е годы. Сумароков явно отказался считаться с практикой и решительно противостоял попыткам ограничить его авторскую свободу. Теоретически своё стремление к разнообразию он обосновывал единством русского и церковнославянского языков. В «Стихотворениях духовных» — переложении Псалтири — А. Сумароков использовал отдельные формы простых претеритов и перфекта со связкой: «К тебе Господи воззвах и помолихся» (переложение псалма XXIX). Все подобные формы встречаются только в псалмах, переложенных свободным стихом, который в классицистской доктрине знаменовал вдохновенный порыв, когда поэт теряет власть над потоком божественной речи, изливаемой из его уст. Естественно, что с точки зрения самого Сумарокова, нормализаторская деятельность филологов-академиков выступала как бессмысленный педантизм, противоположный деятельности подлинного литератора. Именно с этой позиции осуждался Тредиаковский в комедиях «Тресотиниус» и «Чудовищи». Сумароков отверг русскую грамматику Ломоносова и объявил регламентацию языка Императорской Академией наук лишённой всякой ценности, противопоставив деятельности Французской Академии, направленной на язык, а не на науку. В условиях отсутствия установленной языковой нормы, языковых и литературных правил и набора образцовых авторов единственным авторитетным («исправным») литератором — создателем нормы — оказывался сам Сумароков.

## Школа Сумарокова и его литературное окружение

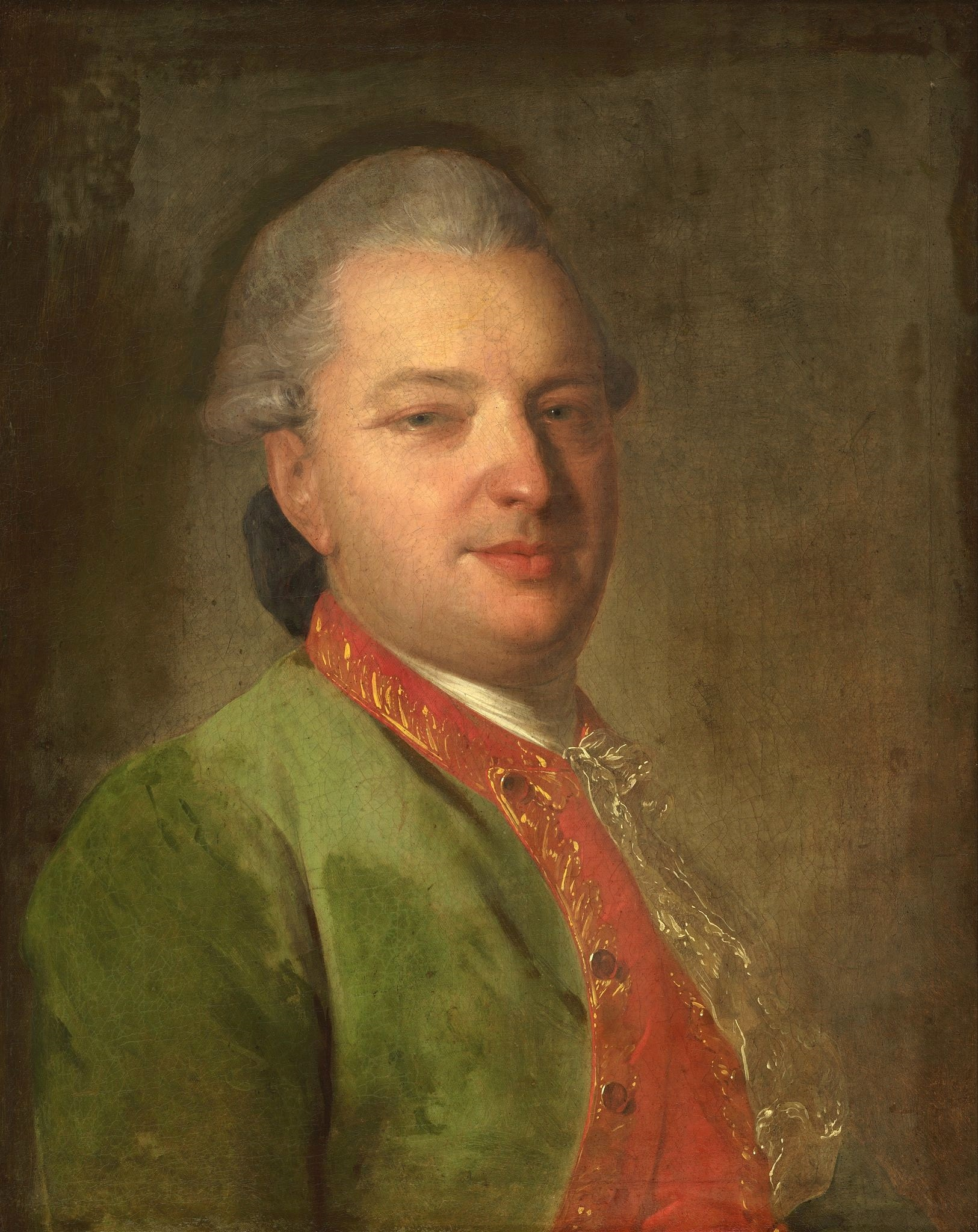
Василий Майков. Портрет работы Ф. Рокотова, 1775

В ходе «литературной войны» Ломоносова, Сумарокова и Тредиаковского к 1750 годам вокруг Александра Петровича сложился круг поклонников и подражателей, которые по мере сил участвовали в конфликте. После начала издания в 1755 году журнала «Ежемесячные сочинения» Сумароков возглавил отдел поэзии, в котором начали публиковаться его последователи и ученики — М. Херасков, С. Нарышкин, А. Нартов, А. Ржевский, И. Елагин (публиковавший прозаические переводы поэтических произведений) и другие. После начала издания в 1759 году «Трудолюбивой пчелы» Сумароков предпринял усилия для консолидации своих последователей, журнал сделался организационной структурой для формирования школы. Среди его постоянных авторов выделялись С. Нарышкин, А. Ржевский, А. Нартов, А. Аблесимов, Е. Сумарокова — дочь — и другие. После закрытия издания, в 1760 году при Московском университете было начато печатание журнала «Полезное увеселение», редакция которого наполнила понятие литературной школы новым содержанием: теоретическое и стилевое единство явно превалировало над личными отношениями с идейным вдохновителем. Главным редактором и вдохновителем этого журнала стал М. Херасков, который привлёк к работе свою супругу Е. Неронову, И. Богдановича, С. Домашнева, В. Майкова и многих других. По определению Г. Гуковского, журнал целиком придерживался сумароковского направления.
Второй выпуск «Полезного увеселения» открывался поэтическим состязанием Ломоносова и Сумарокова — это были переводы оды Ж. Б. Руссо «На счастие», причём имена переводчиков были даны так, чтобы читатели могли угадать конкретное авторство только по стилю и манере. Более произведений Ломоносова в журнале не печаталось, Сумароков же за два с половиной года, пока издание выпускалось, опубликовал несколько притч. В преемнике «Полезного увеселения» — журнале «Свободные часы» — Сумароков также публиковался. Кроме того, в 1760-м году Александр Петрович Сумароков участвовал в поэтическом турнире с сотрудниками редакции — А. Нартовым и Кариным.

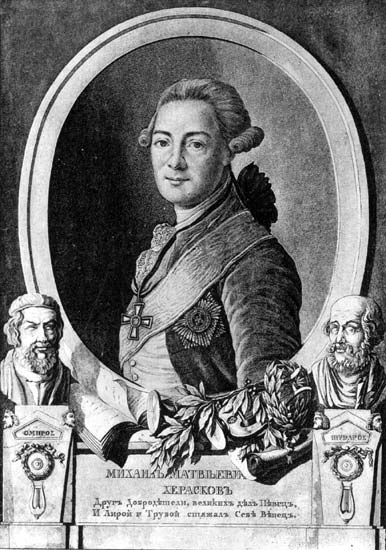
Портрет М. Хераскова с эпитафией

Единство сумароковской школы было недолгим: после прекращения в середине 1760-х годов изданий херасковских журналов поэты не стали продолжать полемики, которая велась в предшествующем десятилетии. После кончины М. Ломоносова в 1765 году исчезла и формальная причина для борьбы. Важнейшим фокусом для сумароковской школы стало творчество самого Александра Петровича и тезис об абсолютной его ценности, в том числе в отдельных мотивах. Классицистская традиция подражания эталонным образцам нашла здесь своё применение на почве русской литературы. Г. Гуковский отмечал, что в подражательных баснях В. Майкова «всё, начиная от грубейшего словаря и кончая приёмами сказовой ретардации, структурой рифмы, общим истолкованием жанра, — сумароковское». Даже М. Херасков, дебютировавший в конце 1750-х годов, в своей первой трагедии «Венецианская монахиня» всецело следовал драматургии Сумарокова. Однако период подражания кончился относительно быстро, и заветы Сумарокова стали интерпретироваться творчески; эта интерпретация, по Г. Гуковскому, составила основное содержание русской литературы 1760—1770-х годов. При этом сумароковские ученики не приняли ряд важнейших особенностей его творчества, и в первую очередь — стремление развить многообразие ритмических форм русского языка. Отказались ученики и от лирического направления в поэзии, в которой лирическая откровенность, в отличие от эпохи 1740—1750-х годов, стала казаться немотивированной рационально и, следовательно, неоправданной. М. Херасков и поэты его круга стали разрабатывать элегические жанры и создали новый тип творчества, тесно связанного с дидактикой, — стансы или медитативная ода. У самого Хераскова она приняла вид «филозофической оды», насыщенной дидактикой, торжественной политической «похвальной» оды, эпистол (своего рода философских, нравоучительных или эстетических статей в стихах), пастушеской идиллии и т. д. Смешение жанров очевидно: если ранее в элегиях повествовалось исключительно о любовных страданиях, то у Хераскова явно проявляются мотивы поучения о серьёзном отношении к браку или рассуждения о свободе чувства, и тому подобного. Нравоучительная ода, жанр, наиболее распространённый в раннем творчестве Хераскова, строился как лирическое размышление, а не как сухой урок морали. В то же время от Сумарокова его последователями были заимствованы изящество отделки, лёгкость стиха и свободная, салонная интонация.
М. Херасков и его окружение полностью оказались от сумароковских инвектив и нападок на дворянство. Разделяя его патриархальную программу и недоброжелательное отношение к городу, они унаследовали и помещичий усадебный «руссоизм», прославлявший сельскую тишину, свободу от столичной бюрократии и забот о заработке, привольную жизнь среди поселян-подданных на лоне истинной природы. Херасков так и не разочаровался в идее воспитания дворянства, он и Ржевский действовали просветительскими методами — воспевая собственный идеал культуры, добродетели и законосообразности. А. Ржевский писал:

«Истребляти зло изо света способ один: не смотреть на других и не делать зла самому. Если всяк будет исправлять себя одного, то исправятся и все; да то беда, что у нас в обычай вошло исправляти других, а не себя».

## Наследие

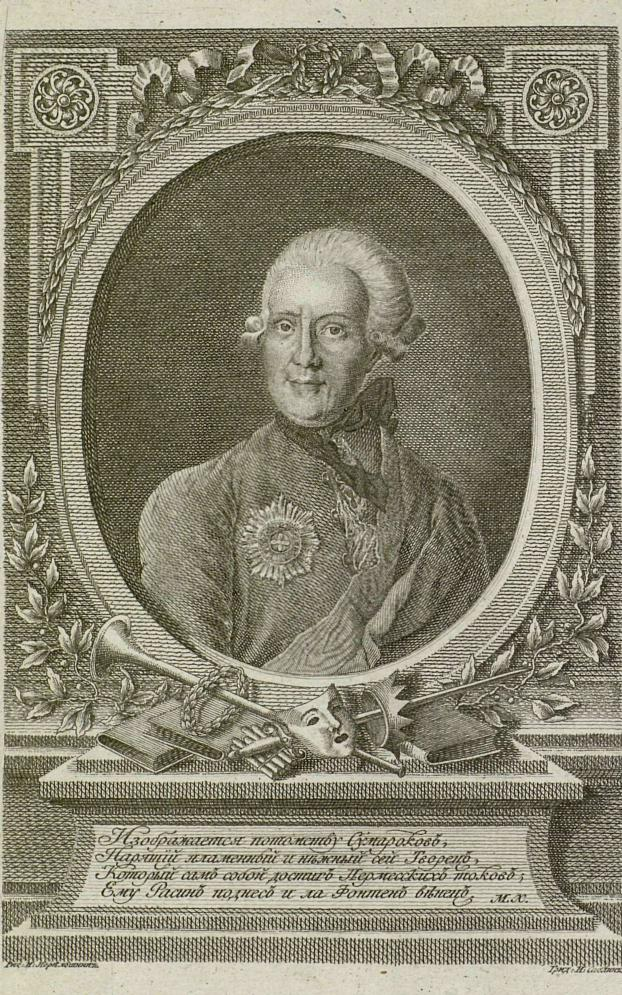
Портрет А. Сумарокова с посвящением М. Хераскова. Фронтиспис первого тома «Полного собрания всех сочинений в стихах и прозе»

### Память
Архив Сумарокова был полностью утрачен после его кончины. Его рукописями, по-видимому, пользовался Н. И. Новиков, который в 1780—1781 и 1787 годах издал в 10 частях «Полное собрание всех сочинений» Сумарокова. Состав издания не подвергался критической проверке, существует предположение, что в разделе песен и эпиграмм были опубликованы произведения, не принадлежащие Сумарокову. Некоторые его прижизненные издания, неизвестные Новикову, были выявлены уже библиографами XX века. Полное собрание номеров «Трудолюбивой пчелы» были переиздано в одном 800-страничном томе в 1780 году и в таком виде вошло в арсенал русской культуры. Все стихотворные трагедии Сумарокова были переведены на французский язык, издавались ещё при жизни драматурга в Петербурге, а в 1801 году двухтомное издание в переводе Поппадопуло увидело свет в Париже. В 1807 году к 90-летию Сумарокова Академия Российская почтила в торжественном собрании его память «похвальным словом», прочитанным его другом И. А. Дмитревским.
Отношение современников к Сумарокову исчерпывающим образом было выражено М. Херасковым в «надписи» под портретом, которым открывалось полное собрание сочинений 1781 и 1787 годов:
Изображается потомству Сумароков,

Парящий, пламенный и нежный сей творец,

Который сам собой достиг Пермесских токов,

Ему Расин поднёс и Лафонтен венец.
Поэтические «надписи» и посвящения были особым литературно-критическим жанром классицистской поэзии. М. Херасков — признанный глава классической школы — уподоблял Сумарокова Расину, ввиду первичности трагедии в иерархии жанров, и Лафонтену, благодаря известности его басен. Эпитет «парящий» намекал на оды, «пламенный» — сатиры и «нежный» — элегии и эклоги Сумарокова. Херасков даже упомянул претензии Сумарокова на независимость его творчества от Ломоносова и Тредиаковского: «сам собой достиг Пермесских токов». Более того: в некрологе Сумарокову было провозглашено, что именно он, а не Ломоносов был создателем русской поэзии. Аналогичная тенденция была представлена в выступлениях Н. М. Карамзина и особенно И. И. Дмитриева.
Ввиду быстрого распространения романтизма в России и изменения языковых и культурных предпочтений, сочинения Сумарокова быстро устарели, и в XIX веке их собрание не переиздавалось. Две трагедии («Хорев» и «Синав и Трувор») и комедия «Опекун» были опубликованы в XIV выпуске «Русской классной библиотеки» под редакцией А. Н. Чудинова в 1893 году и переизданы в 1916 году. Избранные трагедии и стихотворения публиковались в сборниках «Библиотеки поэта» в 1935 году и в сборнике «Русская литература XVIII века» со вступительной статьёй Г. А. Гуковского. Только в 1957 году в большой серии «Библиотеки поэта» увидел свет том избранных сочинений Сумарокова, а который вошли образцы всех жанров, в которых он работал, включая переводы.

### Историография
Несмотря на то, что произведения Сумарокова были практически забыты, высокая оценка его роли в становлении русского языка и литературы поддерживалась всеми поколениями потомков. В этом плане выделялась позиция молодого Пушкина в стихотворении «К Жуковскому» (1816), который резко негативно отнёсся к его творчеству, хотя позднее несколько смягчил оценки. В словаре митрополита Евгения, изданного в 1845 году, утверждалось, что «Сумароков… должен почитаться среди образователей российского слога». В. Г. Белинский во второй статье «Речи о критике…» оценивал наследие Сумарокова следующим образом:

…Поэтические сочинения Сумарокова, и не будучи читаемы, должны остаться навсегда фактом истории русской литературы и образования русского общества. Что же касается до собственно литературных статей Сумарокова, они чрезвычайно интересны и для нашего времени, как живой отголосок давно прошедшей для нас эпохи, одной из интереснейших эпох русского общества. Сумароков обо всём судил, обо всём высказывал своё мнение, которое было мнением образованнейших и умнейших людей того времени. Плохой поэт, но порядочный по своему времени стихотворец, характер мелкий, завистливый, хвастливый, задорный и раздражительный, — Сумароков всё-таки был человек умный и притом высокообразованный в духе того времени.
Иными словами, в первой половине XIX века литераторы и критики окончательно заявили об историческом, а не художественном значении наследия Сумарокова и обрекли его на забвение.
В первой половине XX века «горячим пропагандистом» (по определению Д. Благого) изучения наследия Сумарокова являлся Г. А. Гуковский, обратившийся к его творчеству ещё в 1927 году в монографии «Русская поэзия XVIII века». По словам В. М. Живова, «построения, созданные Гуковским в 1920-е годы, вошли в науку и определили те исходные схемы, на которых базировалось дальнейшее изучение литературы XVIII века». Однако, если до 1930-х годов Гуковский действовал, отталкиваясь от методологии формальной школы, то в последующее десятилетие он овладел социологическим методом, принятым в советской печати, и сумел создать социологические коррелянты своих ранних конструктов. Например, в его книге «Очерки по истории русской литературы XVIII века» (1936) и очерке для десятитомной «Истории русской литературы» сумароковская школа превратилась в «дворянскую фронду»; подобного рода построения не мешали, по мнению В. Живова, «блестящим наблюдениям над отдельными текстами». Последующие исследователи, включая В. М. Живова, Б. А. Успенского и других, проанализировали практически все аспекты жанро- и языкотворчества Сумарокова. В начале XXI века Сумароков признаётся наиболее «самосознающим» литератором из всех его современников и своеобразным фокусом всего русского литературного процесса 1730—1770-х годов, знаковой фигурой русской литературы. По мнению О. Лебедевой, «его имя синонимично понятию „русский классицизм“», причём жанровый универсализм Сумарокова создал для русской литературы арсенал используемых моделей и выявил в своём творчестве наиболее продуктивные тенденции развития национальной литературы.
В 2013 году была опубликована статья Н. А. Гуськова, в которой был проанализирован миф, сложившийся вокруг возникновения русской литературы. Исследователем было выявлено, что в рамках литературоцентрической картины мира в XIX веке были сформированы два мифологических комплекса — официальный и либеральный, которые оказывали существенное воздействие как на общественное сознание, так и на установки учёных-исследователей. Споры Ломоносова, Тредиаковского и Сумарокова, являясь местническими по своей основе, привели к формированию оппозиции между «поэтом — отцом литературы» и его антагонистом — «поэтом-шутом». Соответствующие роли получили Ломоносов и Тредиаковский, для третьего — Сумарокова — в мифе не оказывалось места. Этому способствовала также его эксцентричность, жанровая пестрота и принципиально оппозиционная настроенность творчества. Ломоносов и Тредиаковский разрабатывали, по преимуществу, высокие жанры, Сумароков же был поэтом средних жанров и среднего стиля. В результате уже в 1790-е годы — то есть в зените литературной славы Сумарокова — А. Н. Радищев мог восклицать: «великий муж может родить великого мужа <…>. О! Ломоносов, ты произвёл Сумарокова». При этом роль Ломоносова напрямую связывалась с ролью Петра Великого — творца империи. Данная коллизия была переосмыслена в XX веке, но в ней усилиями Л. В. Пумпянского было полностью пересмотрено место Тредиаковского, ставшего отрешённым мудрецом-языкотворцем. Сумароков по-прежнему рассматривался как вульгаризатор идей и манеры Ломоносова. По мнению Н. Гуськова, в либеральной версии, которая также формировалась на рубеже XVIII—XIX веков, создание русской литературы было следствием совместных усилий Ломоносова и Сумарокова, воплощавших собою два вечно сосуществующих противоположных и равноправных начал, в борьбе которых осуществлялось становление. В рамках этого направления В. Я. Стоюнин разработал телеологическую историко-культурную концепцию, в рамках которой Ломоносов и Сумароков выступали как две силы, явившиеся вследствие социальной необходимости, разнонаправленные по причине предрешённости их функционального назначения, а потому и неизбежно враждебные друг другу. Этот телеологизм был воспринят в новых условиях Г. А. Гуковским и П. Н. Берковым: Ломоносов и Сумароков представали как выразители враждебных социокультурных типов, которые в ходе классовой борьбы автоматически становились непримиримыми противниками. Ломоносов оказывался разночинцем, «обслуживающим», как выражались исследователи, правительство и поддерживаемых властью дворян-предпринимателей; Сумароков — идеологом аристократической оппозиции, «дворянской Фронды», существование которой оспаривалось последующими исследователями.

## Комментарии
1. ↑  Судя по посланию, адресованному Сумароковым Г. Потёмкину менее чем за два месяца до кончины, конфликт с дочерью так и не был исчерпан или хоть как-то урегулирован[36].
2. ↑  Имя главного героя образовано от фр. très sot — «очень глупый» с латинским окончанием, придающим макаронический эффект[94].
3. ↑  Использованы следующие французские слова: pensée — «мысль»; aimable — «любезный, достойный любви»; то же с предлогом «весьма» — très aimable ; estime — «уважение».
4. ↑  А. В. Западов приводил данные, что тираж равнялся 1200 экземплярам[100].
5. ↑  Все переводы в издании Поппадопуло были сделаны в прозе; помимо сумароковских трагедий, в издание вошли перевод трагедии Хераскова «Мартезия и Фалестрис», а также «Письмо о пользе стекла» Ломоносова[166].

## Сочинения

### Произведения
Стихи
- Ея императорскому величеству всемилостивейшей государыне императрице Анне Иоанновне, самодержице всероссийской, поздравительные оды в первый день нового года 1740, от Кадетского корпуса сочиненные чрез Александра Сумарокова (1740)
- Ода Е. И. В. всемилостивейшей государыне императрице Елисавете Петровне, самодержице всероссийской, в 25 день ноября 1743 (1743)
- Ода, сочиненная в первые лета моего во стихотворении упражнения (написана приблизительно в 1743, опубликована в 1781)
- Ода на государя Петра Великого (написана в 1743—1744, опубликована в 1755)
- Переложение псалма 143 (в составе сборника «Три оды парафрастические псалма 143», 1744)
- Две эпистолы. В первой предлагается о русском языке, а во второй о стихотворстве (стихотворный трактат, 1747)

Трагедии
- Хорев (1747)
- Гамлет (1748)
- Синав и Трувор (1751)
- Артистона
- Семира
- Ярополк и Димиза (1768)
- Вышеслав (1768)
- Димитрий Самозванец (1771)
- Мстислав (1774)

Комедии
- Тресотиниус (1750)
- Чудовищи (поставлена в 1750)
- Ссора у мужа с женой (поставлена в 1750, опубликована в 1768 под названием «Пустая ссора»)
- Нарцисс (опубликована в 1769)
- Приданое обманом (поставлена в 1756)
- Опекун (поставлена в 1764)
- Ядовитый (опубликована в 1768)
- Лихоимец (опубликована в 1768)
- Три брата совместники (поставлена в 1768)
- Вздорщица (написана до 1772)
- Мать — совместница дочери (написана до 1772)
- Рогоносец по воображению (написана до 1772)

Другие пьесы
- Цефал и Прокрис (оперное либретто, опера поставлена в 1755)
- Пустынник (религиозная драма, поставлена в 1757)
- Альцеста (оперное либретто, опера поставлена в 1758)

### Сборники и собрания сочинений
- Притчи Александра Сумарокова : Книга первая. — СПб, 1762. — 76 с.
- Трудолюбивая пчела : Вторым тиснением. — В Санктпетербурге : При Императорской Академии наук, 1780. — 787 с. — 1200 экз.
- Полное собрание всех сочинений в стихах и прозе покойнаго действительнаго статскаго советника, ордена св. Анны кавалера и Лейпцигскаго ученаго собрания члена, Александра Петровича Сумарокова / Собраны и изданы в удовольствие любителей российской учёности Николаем Новиковым, членом Вольнаго Российскаго собрания при Имп. Московском университете. — 2-е изд. — М. : Унив. тип., у Н. Новикова, 1787. — Т. 1. — 369 с.
- Полное собрание всех сочинений в стихах и прозе покойнаго действительнаго статскаго советника, ордена св. Анны кавалера и Лейпцигскаго ученаго собрания члена, Александра Петровича Сумарокова / Собраны и изданы в удовольствие любителей российской учёности Николаем Новиковым, членом Вольнаго Российскаго собрания при Имп. Московском университете. — 2-е изд. — М. : Унив. тип., у Н. Новикова, 1787. — Т. 2. — 290 с.
- Полное собрание всех сочинений в стихах и прозе покойнаго действительнаго статскаго советника, ордена св. Анны кавалера и Лейпцигскаго ученаго собрания члена, Александра Петровича Сумарокова / Собраны и изданы в удовольствие любителей российской учёности Николаем Новиковым, членом Вольнаго Российскаго собрания при Имп. Московском университете. — 2-е изд. — М. : Унив. тип., у Н. Новикова, 1787. — Т. 3. — 396 с.
- Полное собрание всех сочинений в стихах и прозе покойнаго действительнаго статскаго советника, ордена св. Анны кавалера и Лейпцигскаго ученаго собрания члена, Александра Петровича Сумарокова / Собраны и изданы в удовольствие любителей российской учёности Николаем Новиковым, членом Вольнаго Российскаго собрания при Имп. Московском университете. — 2-е изд. — М. : Унив. тип., у Н. Новикова, 1787. — Т. 4. — 356 с.
- Полное собрание всех сочинений в стихах и прозе покойнаго действительнаго статскаго советника, ордена св. Анны кавалера и Лейпцигскаго ученаго собрания члена, Александра Петровича Сумарокова / Собраны и изданы в удовольствие любителей российской учёности Николаем Новиковым, членом Вольнаго Российскаго собрания при Имп. Московском университете. — 2-е изд. — М. : Унив. тип., у Н. Новикова, 1787. — Т. 5. — 348 с.
- Полное собрание всех сочинений в стихах и прозе покойнаго действительнаго статскаго советника, ордена св. Анны кавалера и Лейпцигскаго ученаго собрания члена, Александра Петровича Сумарокова / Собраны и изданы в удовольствие любителей российской учёности Николаем Новиковым, членом Вольнаго Российскаго собрания при Имп. Московском университете. — 2-е изд. — М. : Унив. тип., у Н. Новикова, 1787. — Т. 6. — 375 с.
- Полное собрание всех сочинений в стихах и прозе покойнаго действительнаго статскаго советника, ордена св. Анны кавалера и Лейпцигскаго ученаго собрания члена, Александра Петровича Сумарокова / Собраны и изданы в удовольствие любителей российской учёности Николаем Новиковым, членом Вольнаго Российскаго собрания при Имп. Московском университете. — 2-е изд. — М. : Унив. тип., у Н. Новикова, 1787. — Т. 7. — 382 с.
- Полное собрание всех сочинений в стихах и прозе покойнаго действительнаго статскаго советника, ордена св. Анны кавалера и Лейпцигскаго ученаго собрания члена, Александра Петровича Сумарокова / Собраны и изданы в удовольствие любителей российской учёности Николаем Новиковым, членом Вольнаго Российскаго собрания при Имп. Московском университете. — 2-е изд. — М. : Унив. тип., у Н. Новикова, 1787. — Т. 8. — 358 с.
- Полное собрание всех сочинений в стихах и прозе покойнаго действительнаго статскаго советника, ордена св. Анны кавалера и Лейпцигскаго ученаго собрания члена, Александра Петровича Сумарокова / Собраны и изданы в удовольствие любителей российской учёности Николаем Новиковым, членом Вольнаго Российскаго собрания при Имп. Московском университете. — 2-е изд. — М. : Унив. тип., у Н. Новикова, 1787. — Т. 9. — 333 с.
- Полное собрание всех сочинений в стихах и прозе покойнаго действительнаго статскаго советника, ордена св. Анны кавалера и Лейпцигскаго ученаго собрания члена, Александра Петровича Сумарокова / Собраны и изданы в удовольствие любителей российской учёности Николаем Новиковым, членом Вольнаго Российскаго собрания при Имп. Московском университете. — 2-е изд. — М. : Унив. тип., у Н. Новикова, 1787. — Т. 10. — 279 с.
- Сумароков А. П. Избранные произведения / Вступ. ст., подг. текста и прим. П. Н. Беркова. — Второе изд. — Л. : Советский писатель, 1957. — 608 с. — (Библиотека поэта. Большая серия). — 20 000 экз.